# Szímő

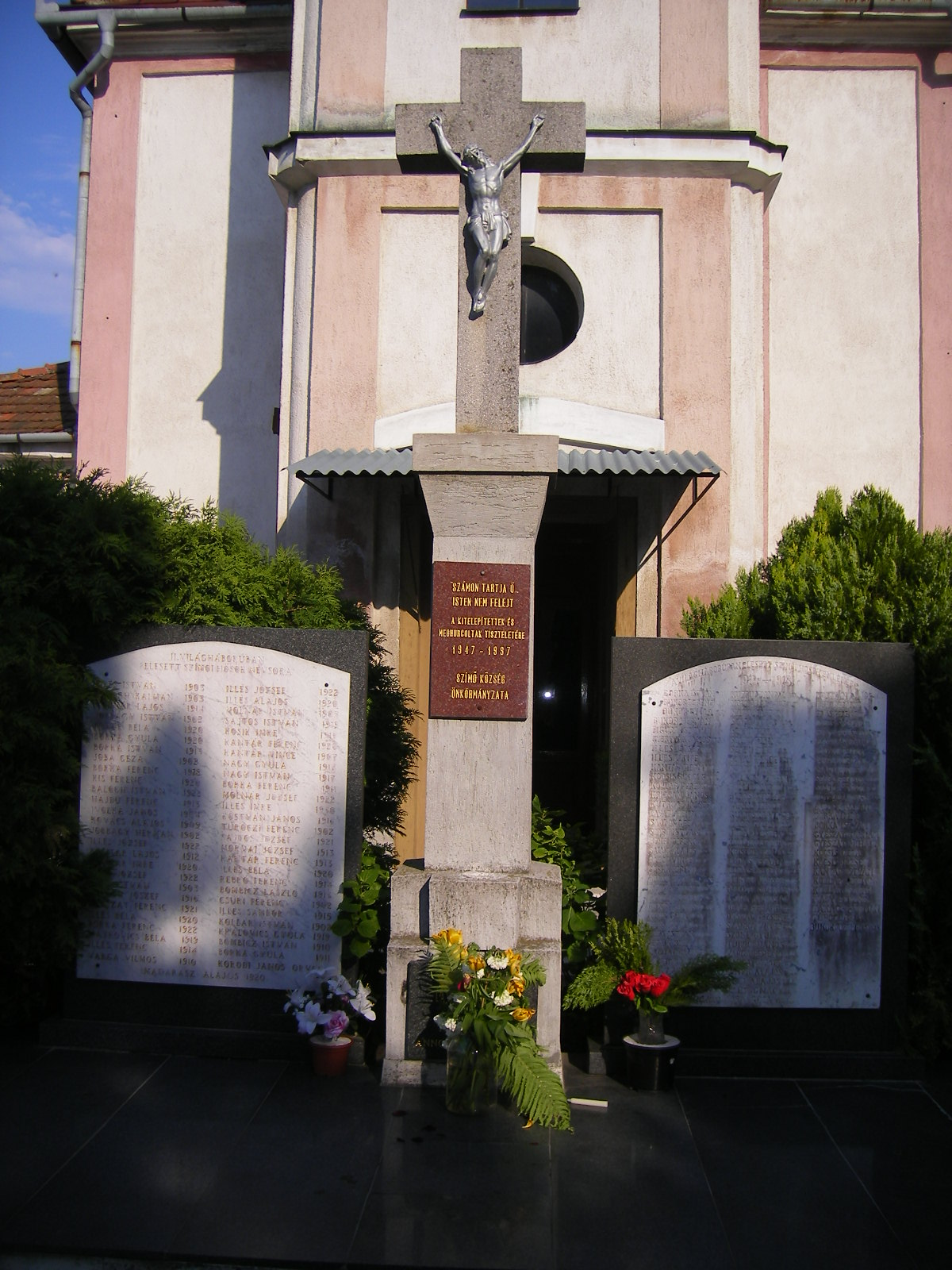
A két világháború és a kitelepítés áldozatainak emlékműve

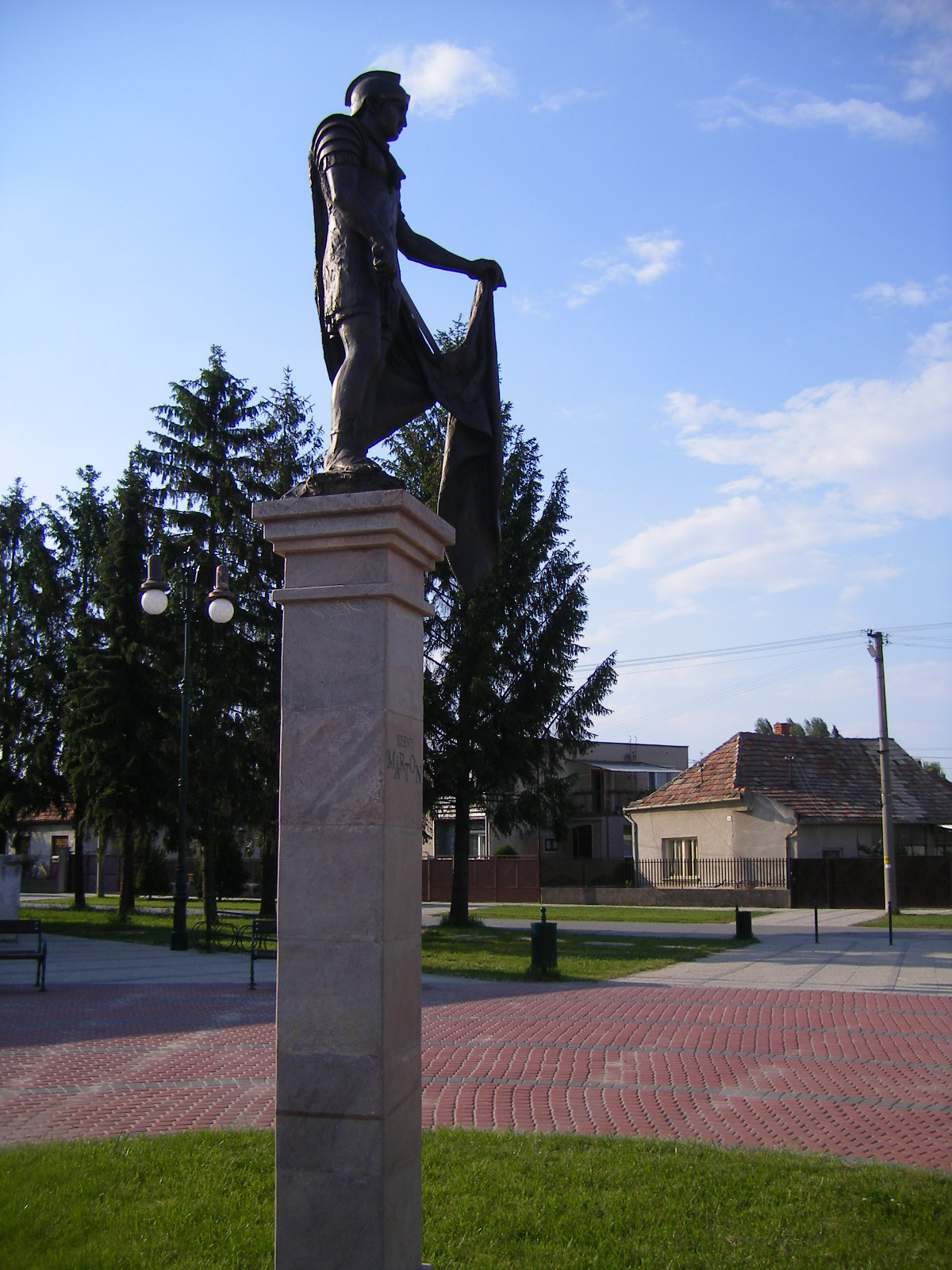
Szent Márton szobra a főtéren

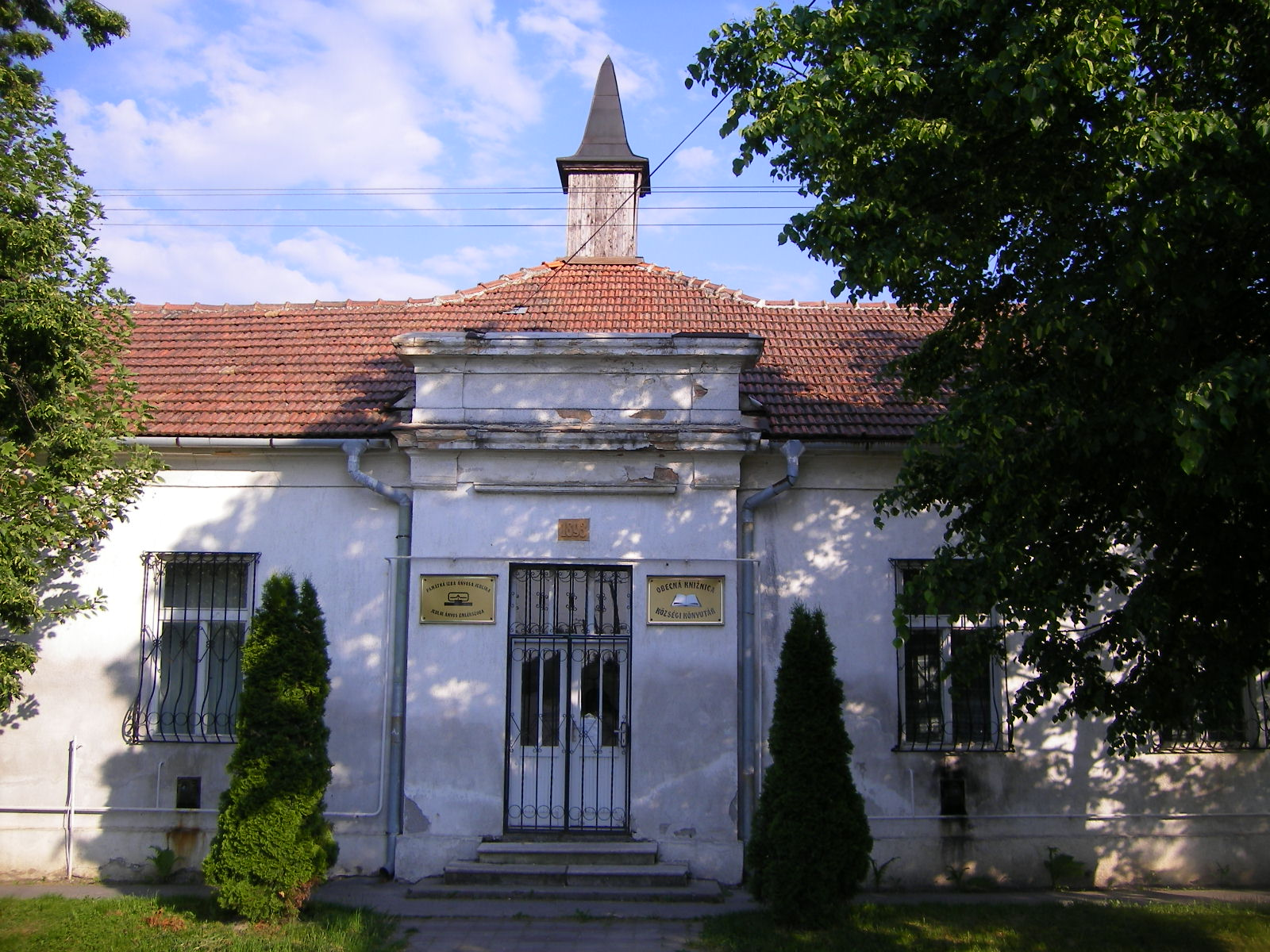
A régi iskola épülete, ma a Jedlik Ányos emlékszobának, a községi könyvtárnak, és a Csemadok helyi szervezetének otthont adó épület

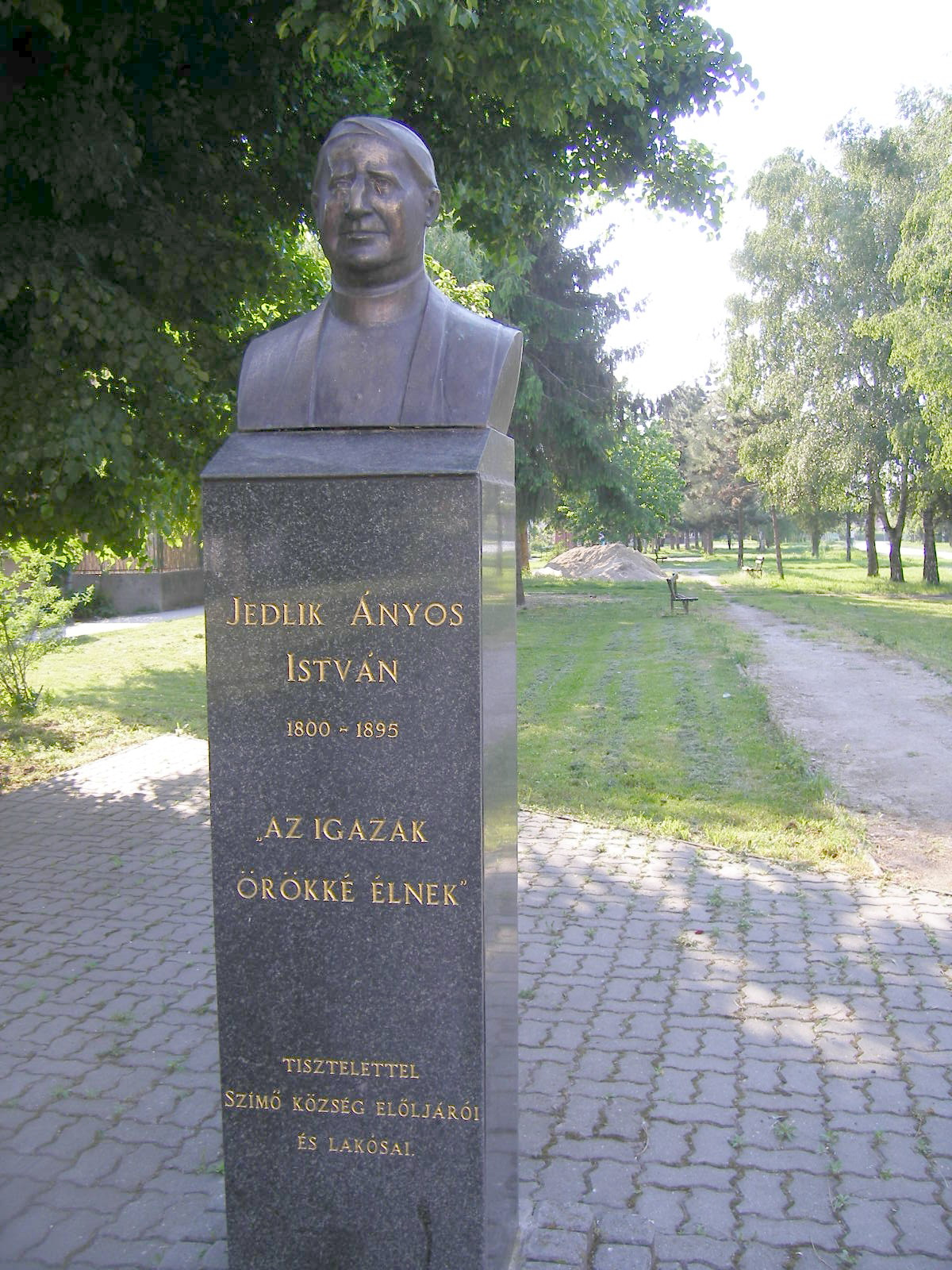
Jedlik Ányos mellszobra

Szímő (régebben Szimő, szlovákul Zemné) falu Szlovákiában, a Nyitrai kerületben, az Érsekújvári járásban.

## Fekvése
Érsekújvártól 13 km-re nyugatra, Gútától 12 km-re északra, a Vág bal partján fekszik. Közigazgatási területe 26,3 km², Gúg tartozik hozzá. A falu katasztere a Vág jobb partjára is átnyúlik. Közigazgatásilag északról Tótmegyer, északkeletről Érsekújvár, délkeletről Andód, délről Kamocsa és Ifjúságfalva, nyugatról Negyed határolja.

## Élővilága

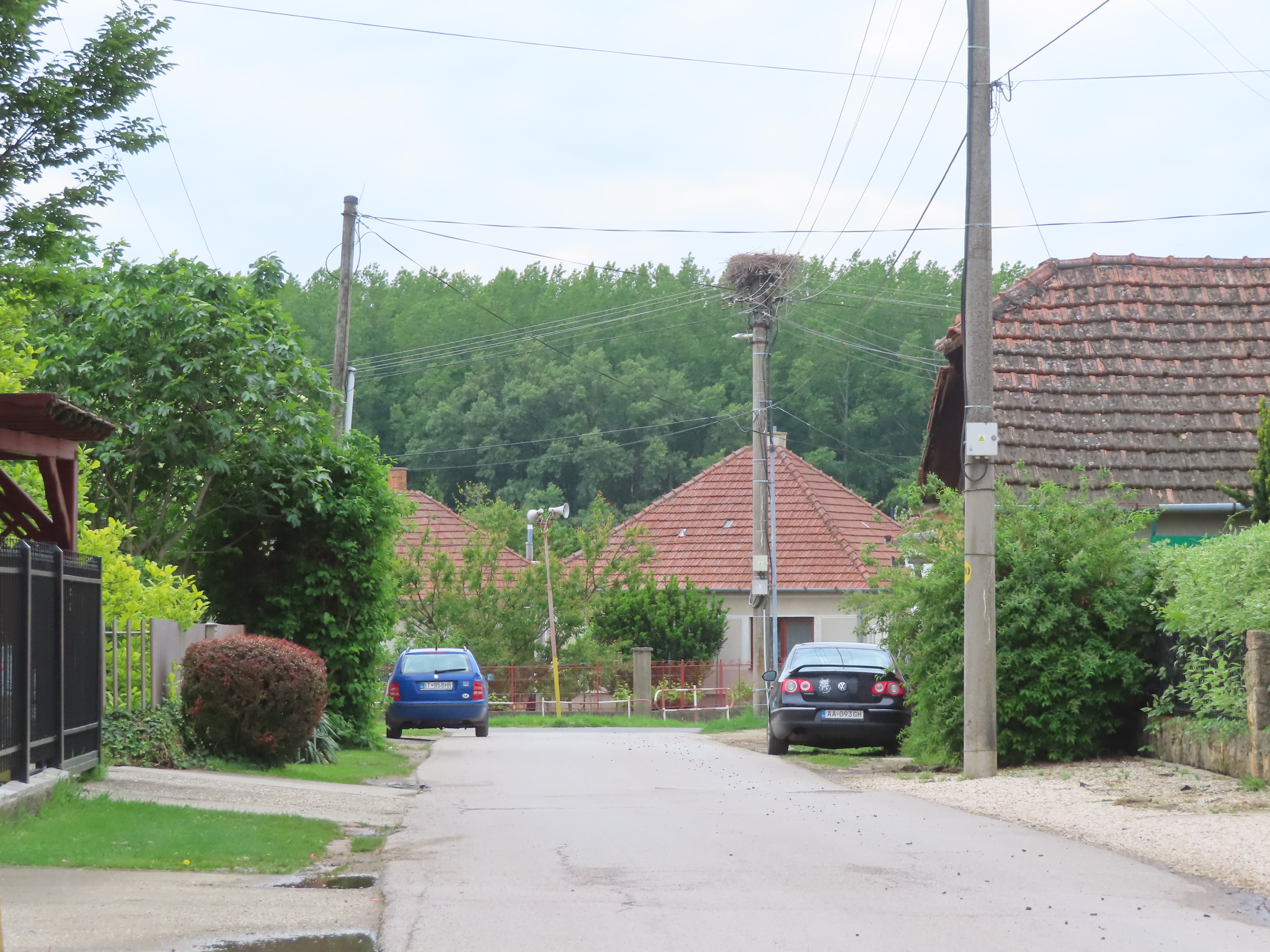
2024
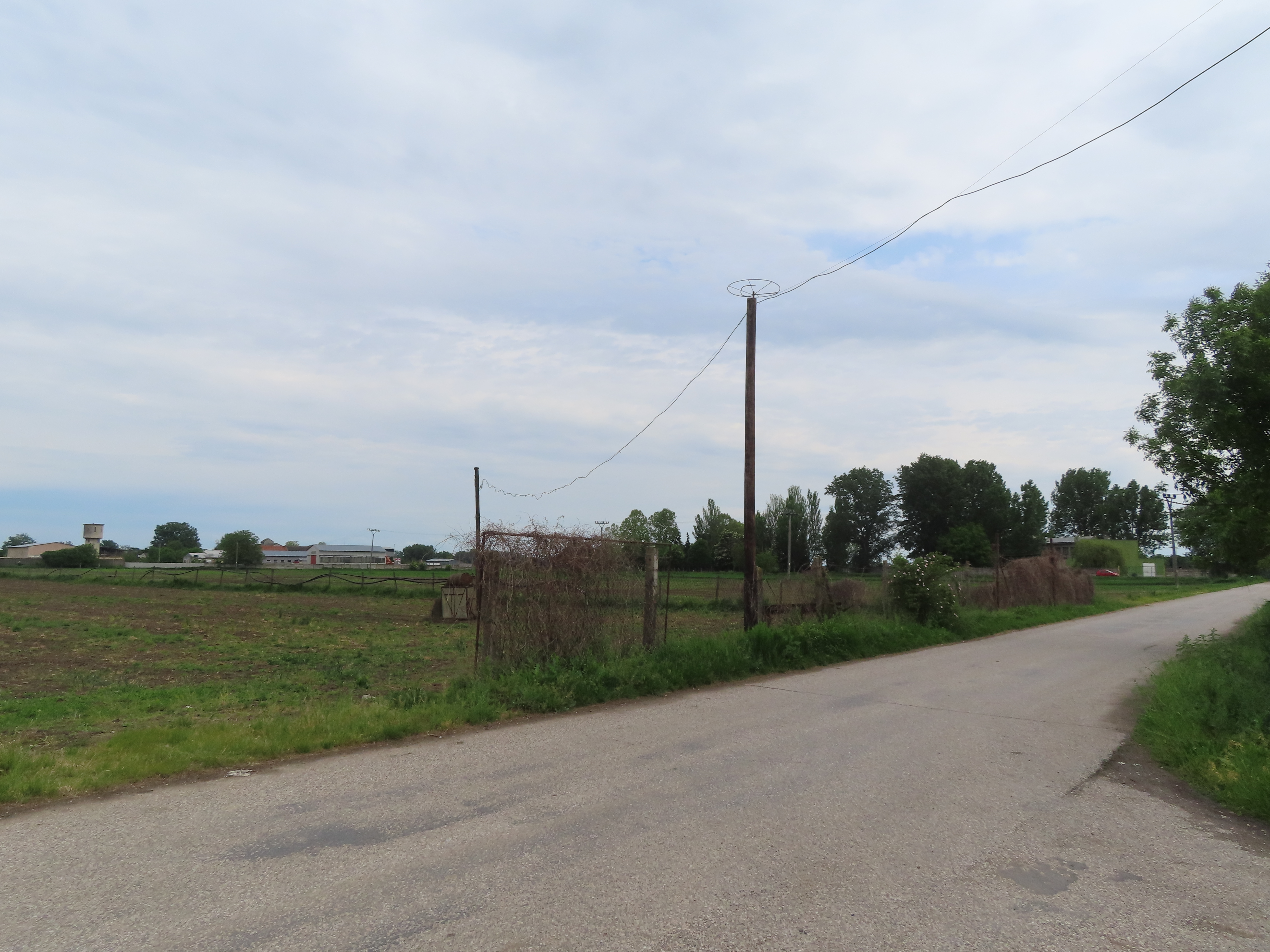
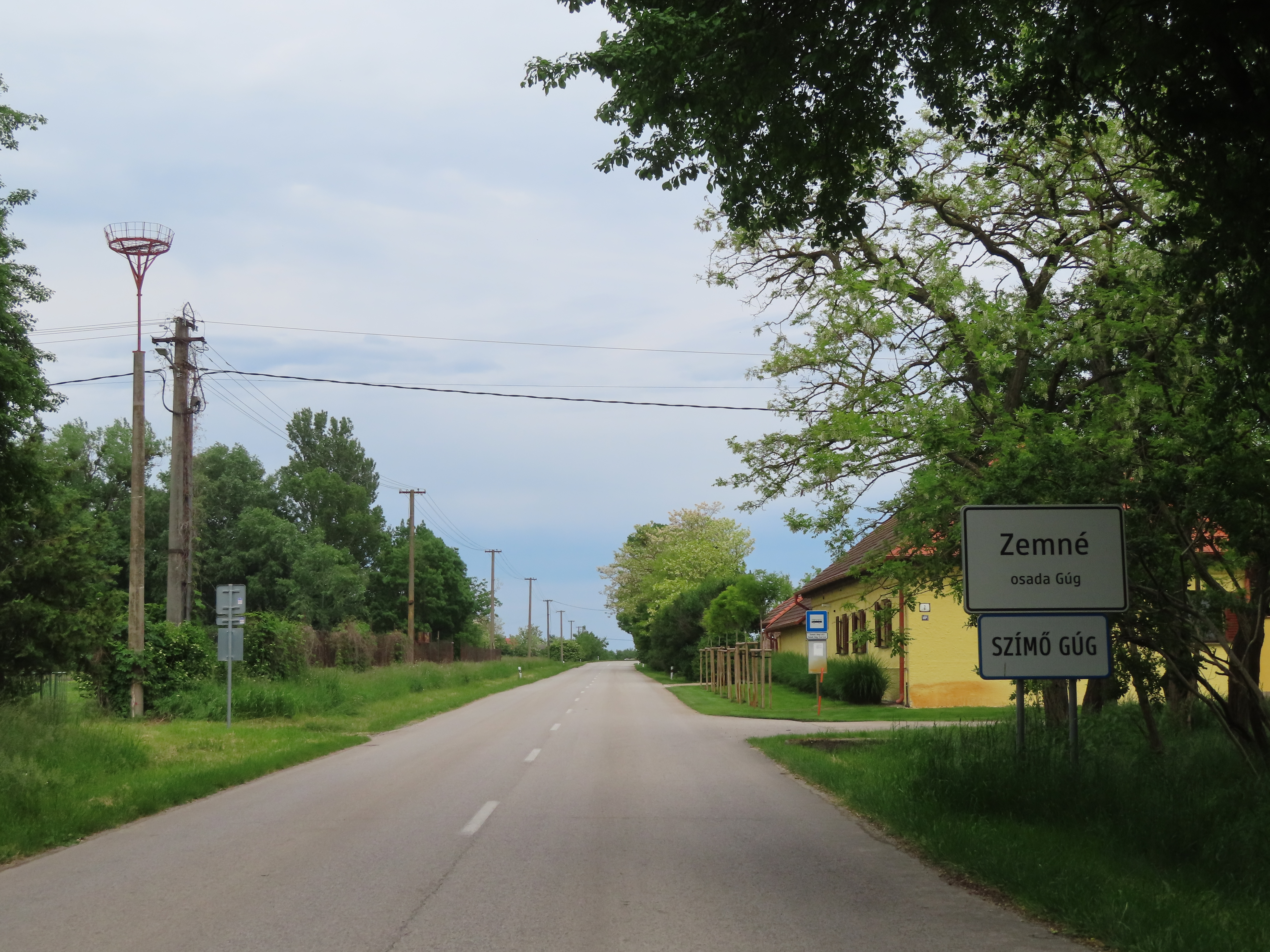
Gúg

Szímőn jelenleg 3 gólyafészekből egy aktív. Ebben 2023-ban és 2024-ben is 2 gólyafiókát számoltak össze.

## Története
Az eredetileg a mai Gúg területén levő település első írásos említése 1113-ból származik (Kálmán király oklevelében Van Zemej néven). Gúgpusztát 1217-ben önálló faluként, 1245-ben pusztaként említik, valószínűleg a tatárjárás során elpusztult. Szímőt 1291-ben még Nyitra vármegye részeként említik. 1312-ben Csák Máté hadai pusztították el. Lakosai a törökök pusztítása elől a 16. században települtek át a Vág partjára, ekkor már Komárom vármegyéhez tartozott.
A 16. században nem volt török hódoltsági terület, de sokat szenvedett a portyázásoktól. A középkori Szentgyörgy falu szintén Szímő határában feküdt, emlékét egy dűlőnév őrzi. 1693-ban az esztergomi érseket említik földesuraként, ekkor Széchényi György (érsek) Gúg pusztát a szímőieknek adományozta. 1704-ben Sigbert Heister császári főparancsnok felmentette Érsekújvárt, és a környező falvakkal együtt Szímőt is felégette. Az életben maradt lakosság Győrbe menekült.
1728-ban újra felépítették a lerombolt templomot, 1780-ban pedig felépült az első iskola is. A 18. század végén a falut az Udvardi járástól a Csallóközihez csatolták. 1833-ban az esztergomi érsekség inspektora erőszakkal visszavette a falutól Gúgpusztát, ami ellen a szímőiek óvást emeltek.

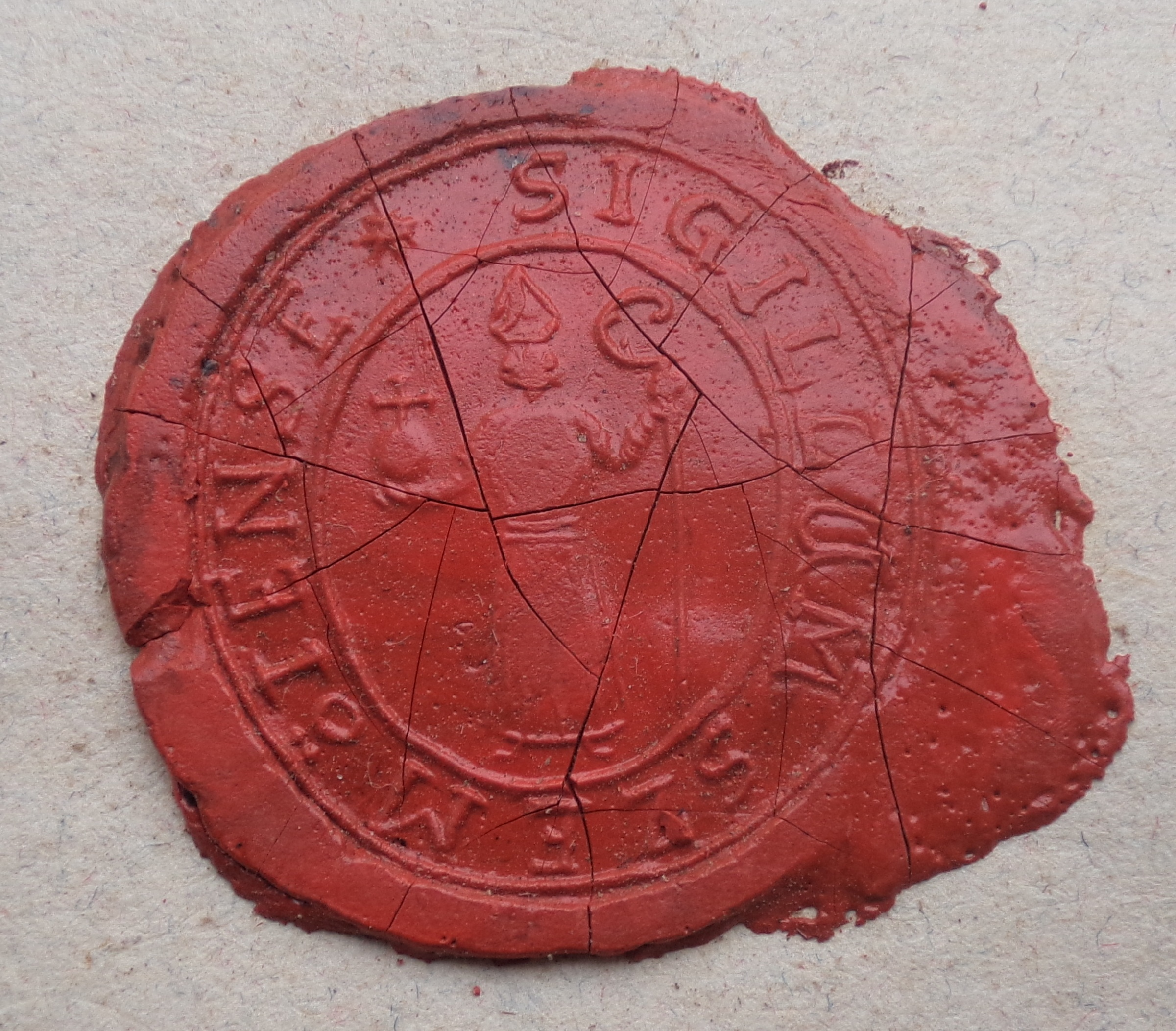
Szímő pecsétje 1844-ből

1848-ban Fényes Elek Komárom vármegye leírása című művében így ír a faluról: 

„Szimő, magyar falu, fekszik a Vágh bal partján Guttához északra egy órányira, s mint legvégső helysége Komárom vármegyének, határos Negyed, tót Megyer és Ondód nyitramegyei, Gutta és Komocsa komárommegyei helységekkel. Határ kiterjedése 4685 hold, ideszámítva t. i. 1693-dik évben Szécsenyi György herczegi prímásföldesúrtól adományozott felső Gughi pusztát is, melly adományozás 1696-ban Kolonics érsek és bíbornak alatt 1-sö Leopold király által megerősíttetett. A szoros értelemben vett szimői határban van szántóföld 1040 hold; kaszáló, mellynek 2/3 része nádas, s egésznek nagyobb része a Vágh, Nyitra és Duna kiöntése miatt csak igen ritkán haszonvehető 1700 hold; legelő 400 hold; erdő, legtöbb füzes 1/4-ed része gyümölcsös 145 h., összesen a szimői határ 3208 hold. Ezenkívül felső Gughi pusztán szántóföld 760 hold, kaszáló 815, legelő 325, összesen 1400 hold. Itten a legelőt tavasztól késő őszig a folytonosan ottan tartatni szokott ökörcsorda, gulya és ménes használja. Szimőn az egész föld jobbágyi, hol régi úrbéri telkek (sessiones ideales) lévén, szerződés szerint egy egésztelektől 80 szekeres napot, földes-zsellér 22 gyalog, házas 16, lakó pedig 10 napot szolgálnak az urodalomnak, többnyire Érsekújvárba s annak környékén felhasználandókat. Az uraságnak semmi majorsága nincs s a királyi haszonvételeken kívül mást nem bir. A szoros értelemben vett szimői határ agyaggal vegyített feketés föld, hol az őszi vetések közt leginkább rozs, s egy negyedében a határnak tiszta búza terem, tavaszi vetések pedig főkép kukoricza és kender. Itt ugarok nincsenek, hanem azokba többnyire kukoriczát vetvén, a földet kapálás által tisztogatva ugarolják. Meglehetős mennyiségben terem itt káposzta és gyümölcs, mellyeknek árából szokták leginkább a lakosok az adó s egyéb tartozásaik és szükségeik fedezésére költséget szerezni, mivel gabonát a legjobb időkben is keveset, árvizes években pedig élelmükre sem lévén elegendő, mitsem adhatnak-el. Az utolsó években a gyümölcsfák a nagy iszappali elöntés és hosszabb ideig alattok állott meleg vízár miatt kiszáradván a lakosok egy becses jövedelemforrástól fosztattak meg. A Gughi pusztán felét a szántóföldeknek rendesen ugarolni szokták, itt különösen szép rozs terem, tavaszi azonban nem igen díszlik. Az állattenyésztés főkép lovakban és szarvasmarhákban áll; ez utolsó azonban mostani években az iszappal elöntött takarmány használata miatt rósz karban van, s átalában az egész mezei gazdaság a folytonos árvizek által egészen megrongáltatott. Népessége 1900 lélek, kik 2 zsidó családot kivéve mindnyájan r. katholikusok és magyarok. Katholikus parochialis szentegyház. Egész jobbágytelek 40 számlálta tik, mellyből egy a helybeli lelkész úré, a többin pedig 99 jobbágy család tengődik; tengődik igen, mert a lakosok felettébb elnépesedvén telkeiket annyira szétdarabolták, hogy az újabb törvények előtt elosztott 1/24 telkesek is találtatnak, s így most az egész helységben csak 3 egésztelkesék, 1 háromnegyedrész-telkes, 4 kétnegyedrész-telkes, a többi 1/4 rész-telkes és a többség ennél is kevesebbet bir. Zsellér van 50 család, ebből 32 földes-, 18 házas-zsellér, 9 pedig lakó, s 45 mester ember, ezek közt molnár 7, 2 legénnyel s 2 inassal; takács 22, kik azonban mezei gazdaságot is űznek, kovács 3, szabó 4, bognár 2, csizmadia 5, kik azonban vásárra nem dolgoznak, a 3 utóbb említett mesterség sem tartja-el embereit, mert ezek szinte részaratással, napszámmal keresik be élelmüket s leginkább csak télen át folytatják a mesterséget. Földesura a helységnek az esztergomi érsek.”

A 19. században a Vág szabályozásával (a töltés 1891-ben épült meg) a mezőgazdaság gyors fejlődésnek indult, jelentősen megnőtt a megművelhető földterület, csökkent az árvízveszély. 1882-ben és 1887-ben tűzvész pusztított a faluban. A trianoni békeszerződésig Komárom vármegye Csallóközi járásához tartozott. Szímő híres volt dinnyetermesztéséről, korábban vízimalmok és egy gőzmalom is működött itt. A századfordulón állandó komp üzemelt a Vágon.

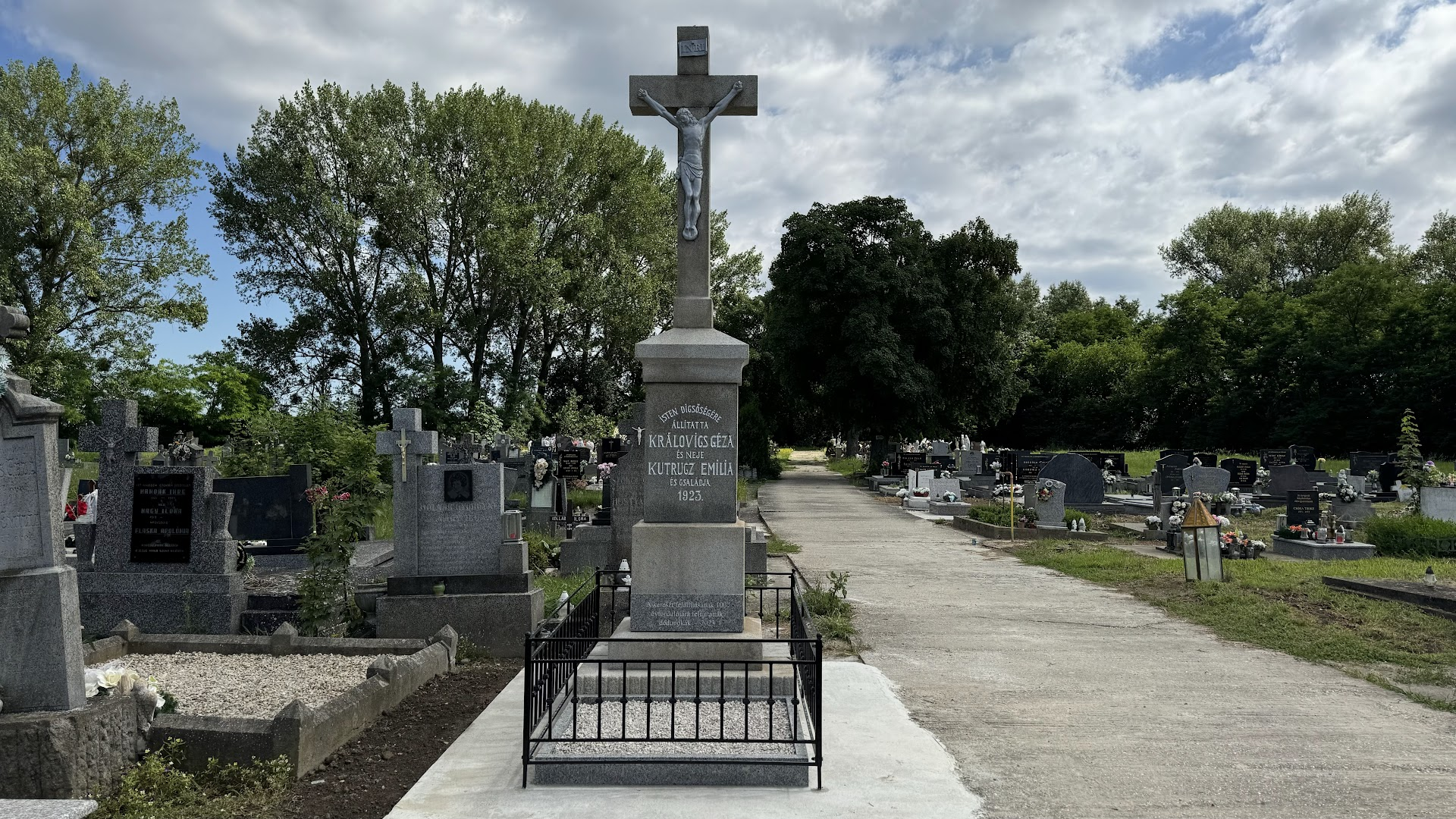
Az 1923-ban álltott szimői kereszt a katolikus temetőben (felújították a dédunokák a 100. évfordulón)

1920-ban Csehszlovákiához csatolták. A két világháború között a lakosság a mezőgazdaságból és kubikos munkákból tartotta fenn magát. 1928-ban a környéken elsőként vezették be a villanyvilágítást. 1933-1934-ben új kanális és szivattyútelep csökkentette az árvízveszélyt. Az 1930-as években épült a Vágon a Kostyán (az anyakönyv vezetők miatti név elírások miatt: Kostyák és Kostyál (szerző: Kostyál G.)-malom, mely ma a turócszentmártoni falumúzeumban látható. 1938-1945 között ismét Magyarországhoz tartozott. 1941-ben a Kamocsára vezető út burkolatot kapott.
1945 nyarán a csehszlovák hatóságok mintegy száz helybéli magyart közmunkára kényszerítettek.
1950. június 17-én megalakult az Egységes Földműves Szövetkezet. 1952-ben a Vág árvize okozott károkat. 1960-ban kezdték meg az új iskola építését, 1968-ban pedig megnyílt az új kultúrház. Az 1970-es évek végére új egészségügyi központ, óvoda, gyógyszertár és bevásárlási központ is létesült.
1989 előtt jellemző volt az elvándorlás, de ez a folyamat napjainkra megállt, 2006-ban 21 új bérlakást adtak át és egy lakópark építését is tervezik Gúgon. 1994 óta kábeltelevízió is működik, 2002-ben szennyvíztisztító telepet adtak át a faluban.

## Népessége
| Év:            | 1994. | 2004.   | 2014.   | 2024.   |
| -------------- | ----- | ------- | ------- | ------- |
| Emberek száma: | 2217  | 2211    | 2225    | 2112    |
| Eltérés:       |       | -0,27 % | +0,63 % | -5,07 % |

| Év:            | 2023. | 2024.   |
| -------------- | ----- | ------- |
| Emberek száma: | 2116  | 2112    |
| Eltérés:       |       | -0,18 % |

Szímő hagyományosan magyar nemzetiségű falu, szlovák nemzetiségű lakosai (akiket az idősebb szímőiek tirpákoknak neveznek – a „trpiaci slovák” azaz szenvedő tót kifejezésből) 1945 után költöztek ide az ún. csehszlovák–magyar lakosságcsere címén, főként Békéscsaba és Mezőberény környékéről, és tótnak nevezik magukat.
Néprajzilag és kulturálisan Szímő (a szomszédos Kamocsával együtt) a történelmi Komárom vármegye területéhez tartozik. Az egykori vármegyehatár ma is választóvonal kulturális és nyelvjárási szempontból: a szomszédos Andódon (mely történelmileg Nyitra vármegyéhez tartozott) már a palóc nyelvjárást beszélik, ezzel szemben Szímőn és Kamocsán az í-ző csallóközi tájnyelvet.
Szímő lakosságára a 20. századig jellemző volt az elkülönülés, a falu Al- és Felvégre oszlott. Sokáig a lakóhelyükön belül házasodtak.
1910-ben 2818 lakosából 2813 magyar anyanyelvű volt.
2001-ben 2201 lakosából 1645 magyar, 330 szlovák, és 212 cigány volt.
2011-ben 2281 lakosából 1605 magyar, 445 szlovák és 184 cigány volt.
2021-ben 2136 lakosából 1503 (+125) magyar, 457 (+35) szlovák, 79 (+248) cigány, (+2) ruszin, 9 egyéb és 88 ismeretlen nemzetiségű volt.
Népességének nemzetiségek szerinti alakulása:
| Szímő lakosságának nemzetiségi megoszlása | Szímő lakosságának nemzetiségi megoszlása | Szímő lakosságának nemzetiségi megoszlása |
| ----------------------------------------- | ----------------------------------------- | ----------------------------------------- |
| szlovák                                   |                                           | 5 fő (0%)                                 |
| magyar                                    |                                           | 2813 fő (100%)                            |
| *1910. évi népszámlálási adatok           |                                           |                                           |

| Szímő lakosságának nemzetiségi megoszlása | Szímő lakosságának nemzetiségi megoszlása | Szímő lakosságának nemzetiségi megoszlása |
| ----------------------------------------- | ----------------------------------------- | ----------------------------------------- |
| szlovák                                   |                                           | 330 fő (15%)                              |
| magyar                                    |                                           | 1645 fő (75%)                             |
| roma                                      |                                           | 212 fő (10%)                              |
| egyéb                                     |                                           | 14 fő (1%)                                |
| *2001. évi népszámlálási adatok           |                                           |                                           |

| Szímő lakosságának nemzetiségi megoszlása | Szímő lakosságának nemzetiségi megoszlása | Szímő lakosságának nemzetiségi megoszlása |
| ----------------------------------------- | ----------------------------------------- | ----------------------------------------- |
| szlovák                                   |                                           | 445 fő (20%)                              |
| magyar                                    |                                           | 1605 fő (70%)                             |
| roma                                      |                                           | 184 fő (8%)                               |
| egyéb                                     |                                           | 47 fő (2%)                                |
| *2011. évi népszámlálási adatok           |                                           |                                           |

## Neves személyek
- Itt született 1800-ban Jedlik Ányos természettudós, feltaláló. Emlékét mellszobor, emlékkiállítás is őrzi, ő az iskola névadója is. 1999 óta működik a faluban a Jedlik Ányos Társaság.
- Itt született 1872-ben Szabó Ignác kegyes tanítórendi főgimnáziumi tanár, igazgató.
- Itt született Kosík István (1896-1943) a két világháború között Csehszlovákia Kommunista Pártja országgyűlési képviselője volt, akit a nácik az oranienburgi koncentrációs táborban meggyilkoltak. A községháza falán emléktábla, az iskola kertjében szobor őrzi emlékét.
- Itt született 1921-ben Kutrucz Gizella pártmunkás, újságíró.
- Itt szolgált Kürtössy András (1648-1732) királyi tanácsos, prépost-kanonok és választott püspök.
- Itt szolgált Bedeő Pál (1805-1873) egyházi író, katolikus plébános.
- Innen származik Borka Gábor (1961) jogász, magyar bajnok kajakozó családja.

## Nevezetességek
- Gúgon található az eredetileg 1122-ben emelt Szent Vendel-kápolna, amely a minden októberben megrendezésre kerülő gúgi búcsú helyszíne. Itt találhatók a szövetkezet szőlői, valamint borpincéje is.
- Tours-i Szent Mártonnak szentelt, 1728-ban épült katolikus templomát 1989-ben újították fel. A templom előtt áll 1993 óta a két világháború és a kitelepítések áldozatainak emlékműve. A felújított plébániát Sárai Attila plébános szentelte fel 2005 novemberében.
- A katolikus temetőben lévő szimői kereszt, melyet Královics Géza és neje, Kutrucz Emília valamint családja állíttatott Isten dicsőségére 1923-ban. Azóta minden évben Mindenszentekkor szentmisét tartanak a lábánál a szimői katolikus hívek. A kereszt felállításának 100. évfordulójára 2023-ban felújíttatták azt a dédunokák. A kereszt újraszentelésére 2024. június 23-án szentmise- és Královics-Kutrucz leszármazottak családi találkozója alkalmával kerül sor.[7]
- A kultúrház mellett 2000-ben a millennium tiszteletére haranglábat emeltek.
- Jedlik Ányos mellszobrát (Lipcsey György alkotását) a templomkertben 1993-ban állították fel, 1995-ben (halálának 100. évfordulóján) pedig emlékszobát is berendeztek a községi könyvtár épületében (mely a 19. században épült iskolaként). Az emlékszoba kiállítási anyagát Nagy András, a jeles Jedlik Ányos-kutató gyűjteménye alkotja.
- Jedlik Ányos-emléknap. Hagyományosan az emléknapon adják át a Jedlik Ányos-díjat, amely a tudományos életben kiemelkedő eredményeket elért szlovákiai magyar szakemberek elismerése.
- Nevezetes épületei még a felvégi részen álló, 1923-ban emelt Nepomuki Szent János-szobor és a Szent Anna-kápolna.
- Szent Márton szobra a 2006-ban felújított főtéren áll.

## Oktatás, kulturális élet
- A faluban magyar és szlovák nyelvű alapiskola (mely 2000 óta Jedlik Ányos nevét viseli) és óvoda is működik. 2008-ban 115 gyermek tanult magyar, 95 pedig szlovák nyelven.[8]
- Fontos kulturális esemény az évente megrendezett adventi hangverseny.
- A szímői falunapot Szent Márton, a templom védőszentje napján tartják.
- Szímő cserkészcsapatának névadója Szent Márton, Komárom mellett az egész országban csak itt működik vízicserkészet.
- A község galériáját 1997 augusztusában avatták fel.
- A Szímői Hagyományőrzők Körét 2009-ben alapították.
- A hagyományteremtő I. Szímői Fröccsnapot 2012 szeptemberében rendezték meg. Az összetartozás jelképeként helybéli gúgi borból és szolnoki szikvízből keverték az italt.
- 2019-ben létrejött a Kis Technikai Múzeum a Károlyi Házban, mely egy ingyenesen látogatható állandó jellegű kiállítás főképp a múlt század szórakoztatóipari termékeiből.

## Gazdaság
A rendszerváltás előtt a lakosság többségét a három falu (Szímő mellett Andód és Kamocsa) földjén gazdálkodó szövetkezet foglalkoztatta, amely még 2008 is működött sokoldalú profillal (sertés- és szarvasmarhatartás, gabona- és gyümölcstermesztés). A nagytermelés mellett jelentős a fóliasátras és szabadföldi kistermelés is. Nagy hagyományokra visszatekintő dinnyetermesztése napjainkban is messze földön híres.
A 21. század elejére a lakosság jelentős része ingázó ipari dolgozó lett (a dél-komáromi ipari parkban, a gútai kábel- és a galántai elektronikai üzemben is dolgoznak szímőiek). A helyi ipart egy tetőszerkezeteket előállító üzem (Tectum Novum Rt.) képviseli, mely 2008-ban mintegy félszáz lakosnak adott munkát.

## Képtár

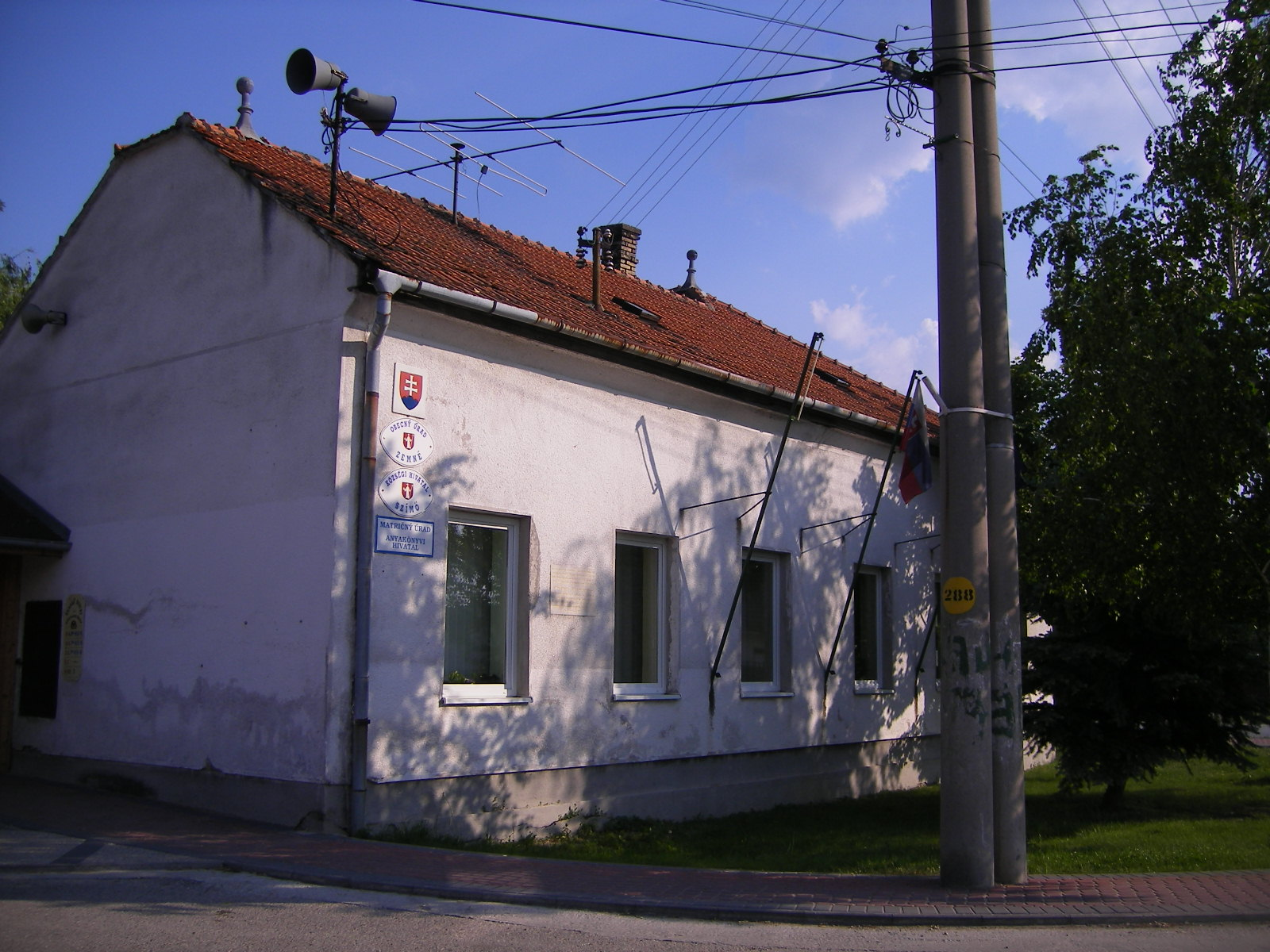
Községháza
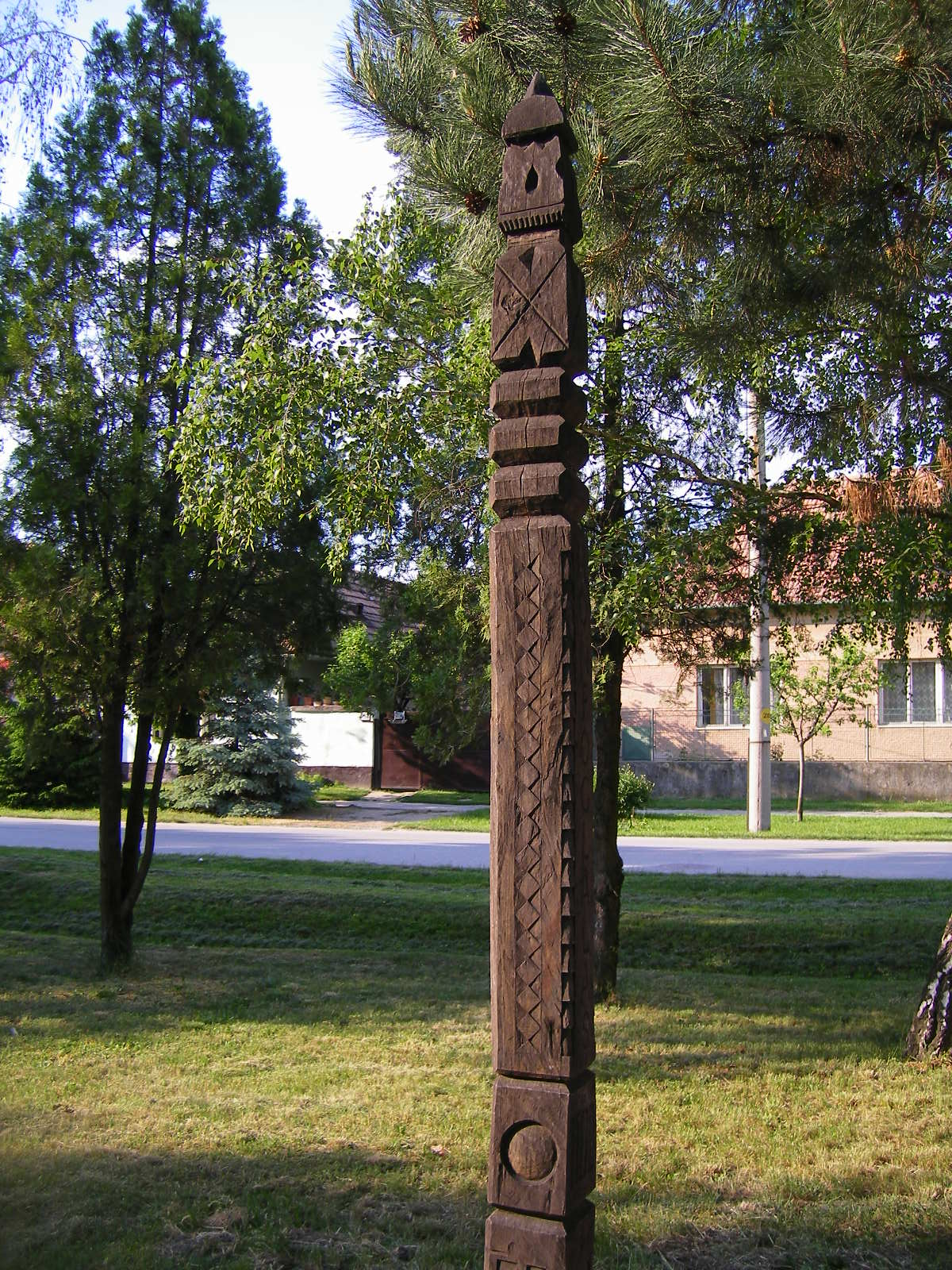
Kopjafa a templomkertben
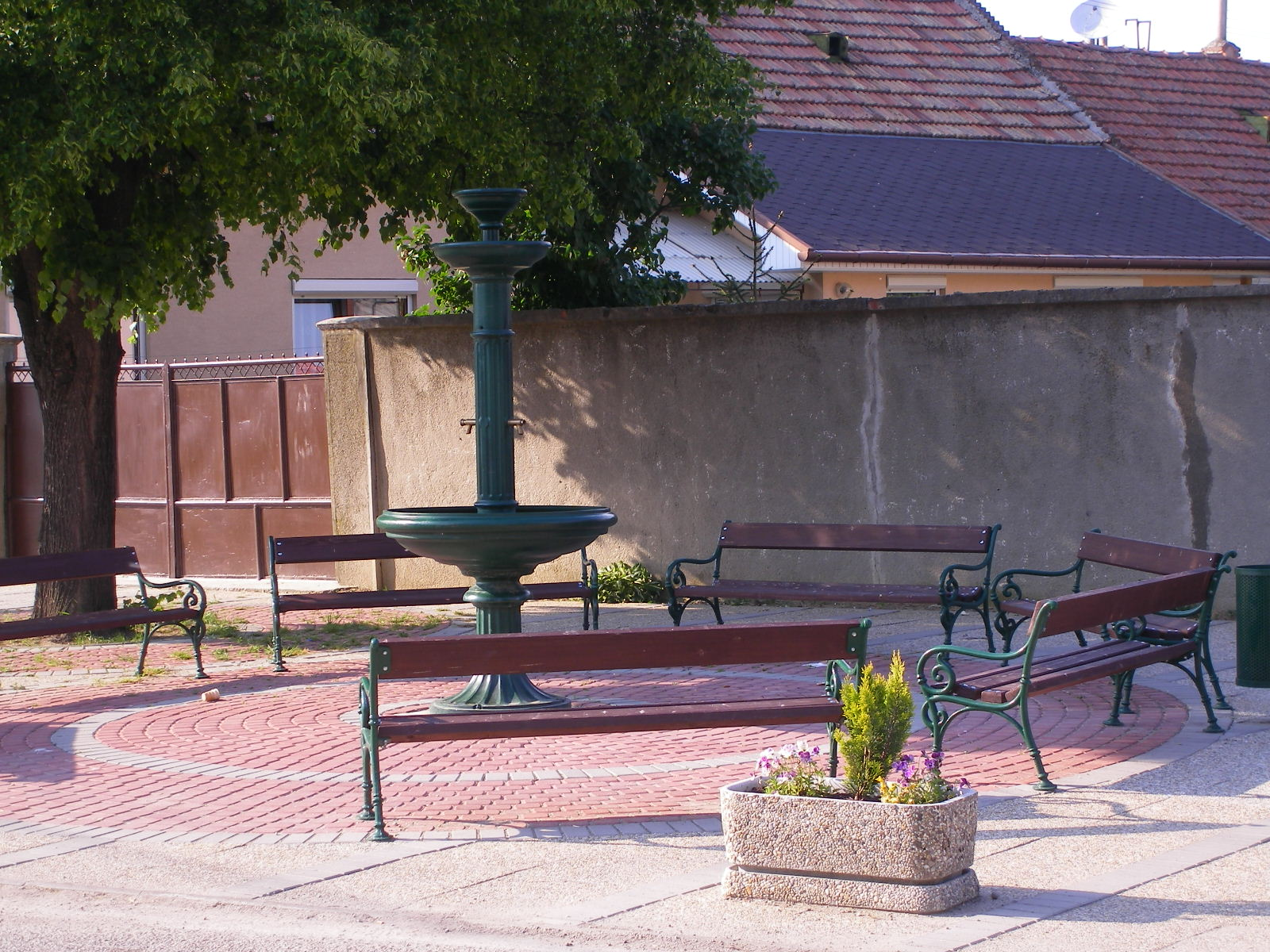
Szökőkút a faluközpontban
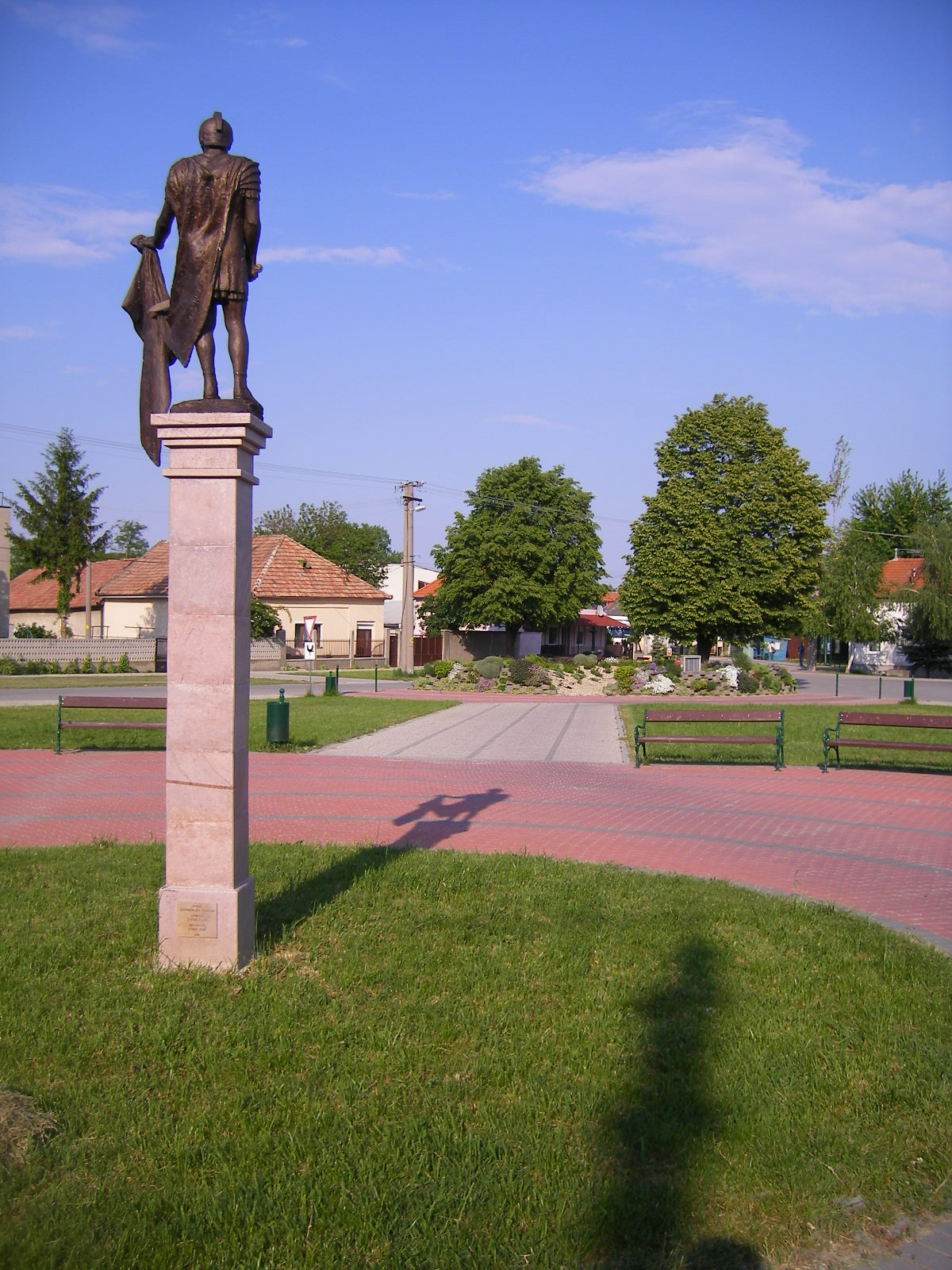
Főtér
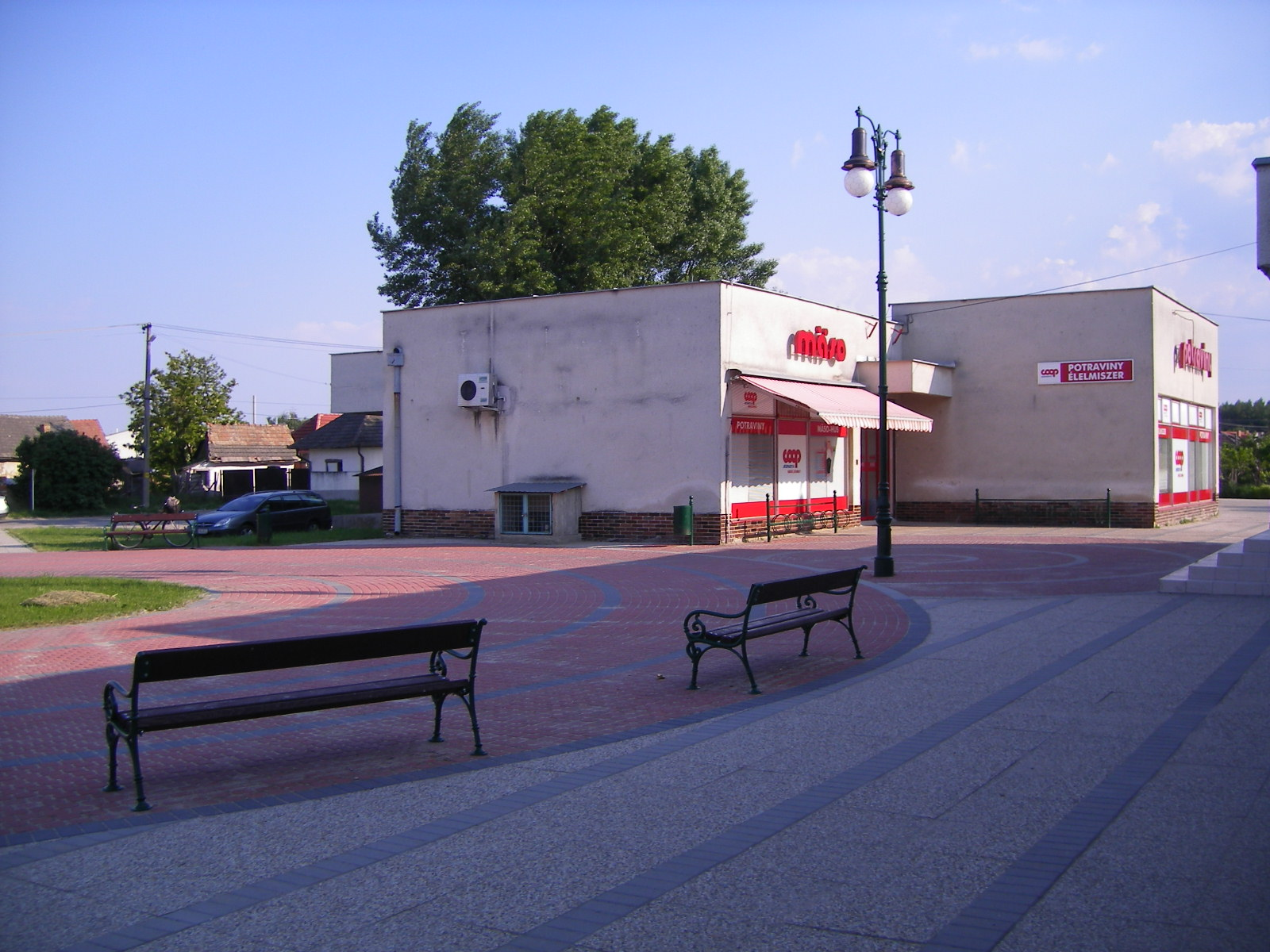
Főtér
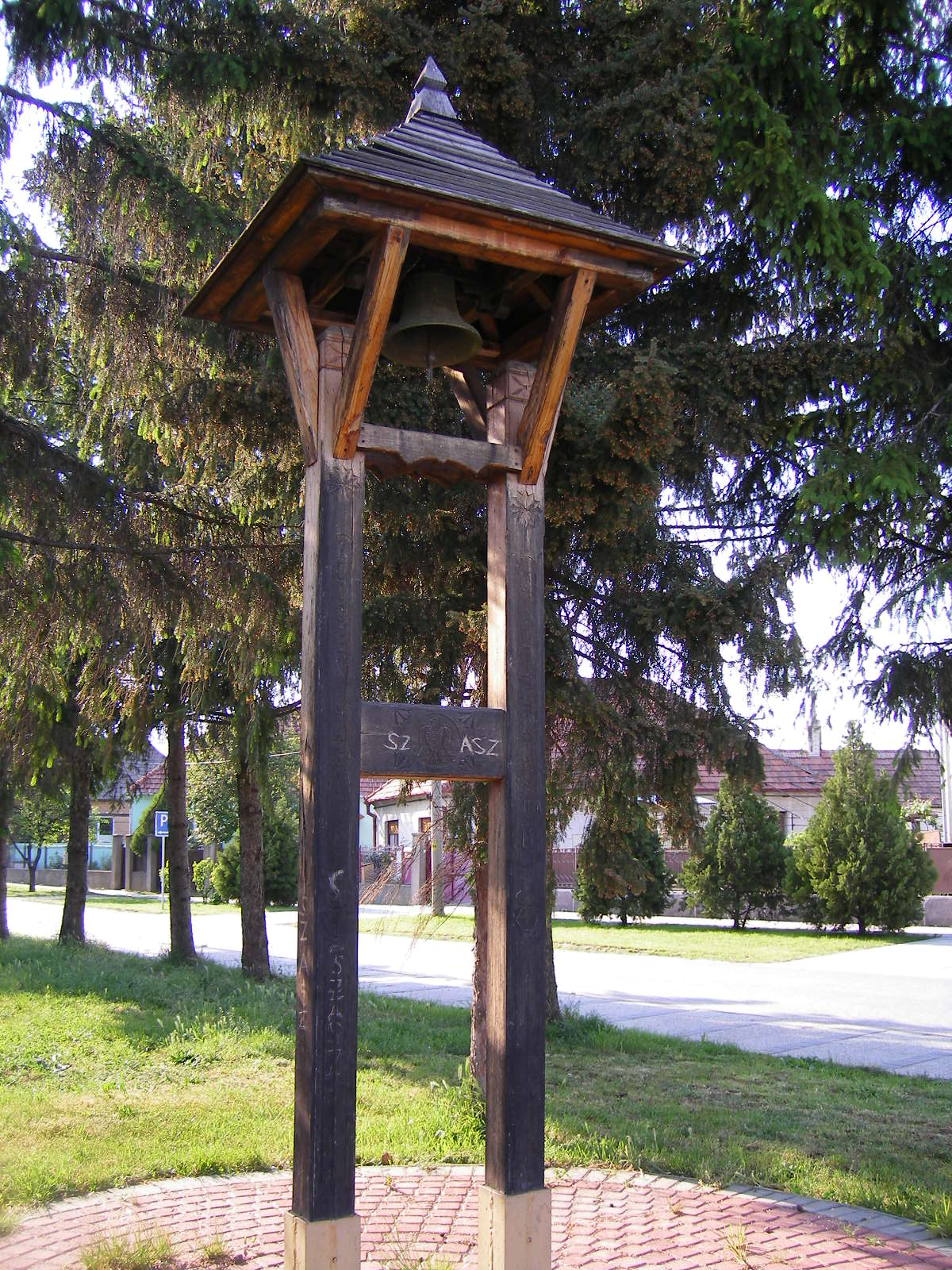
Harangláb
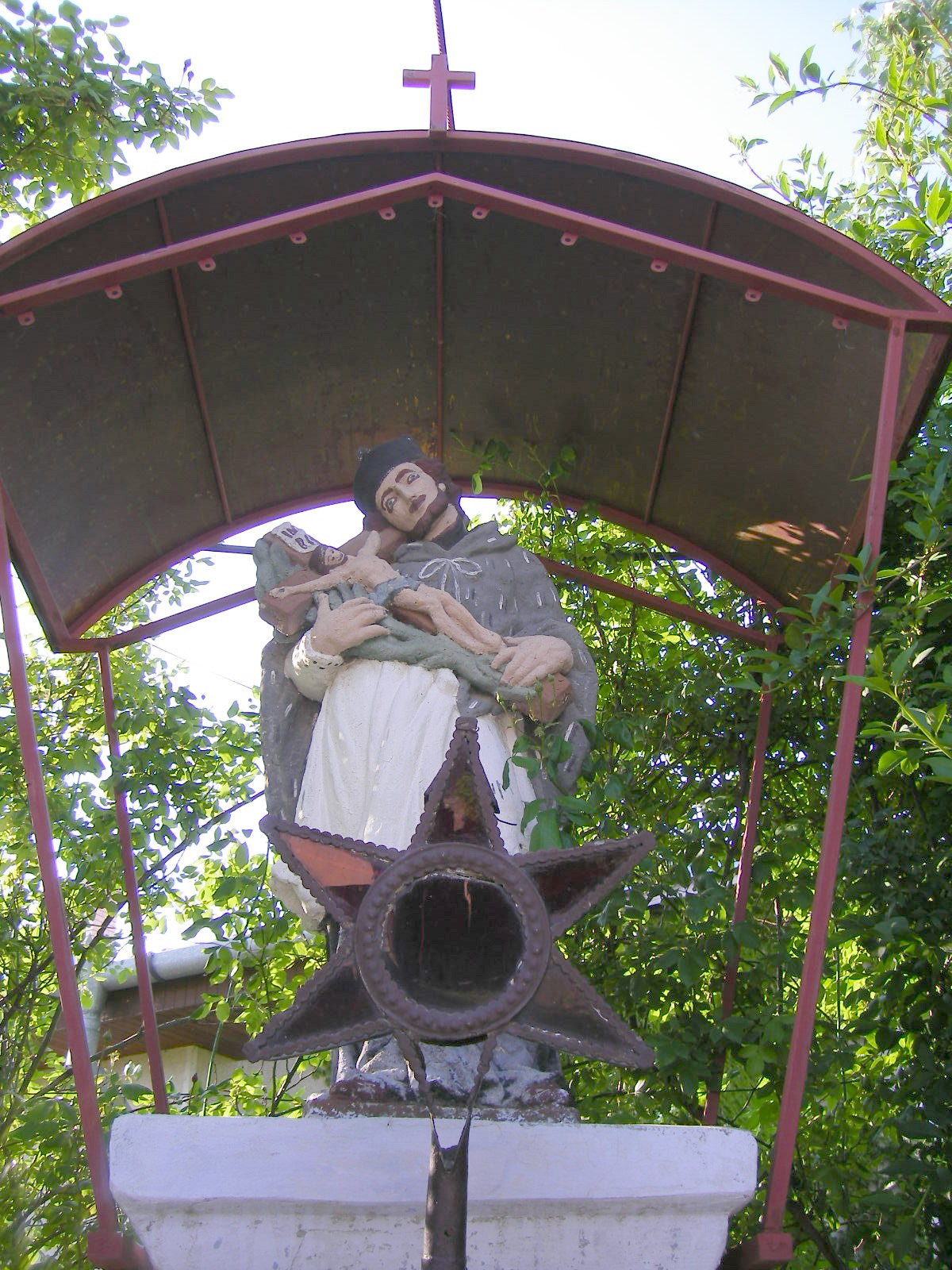
A Nepomuki Szent János-szobor
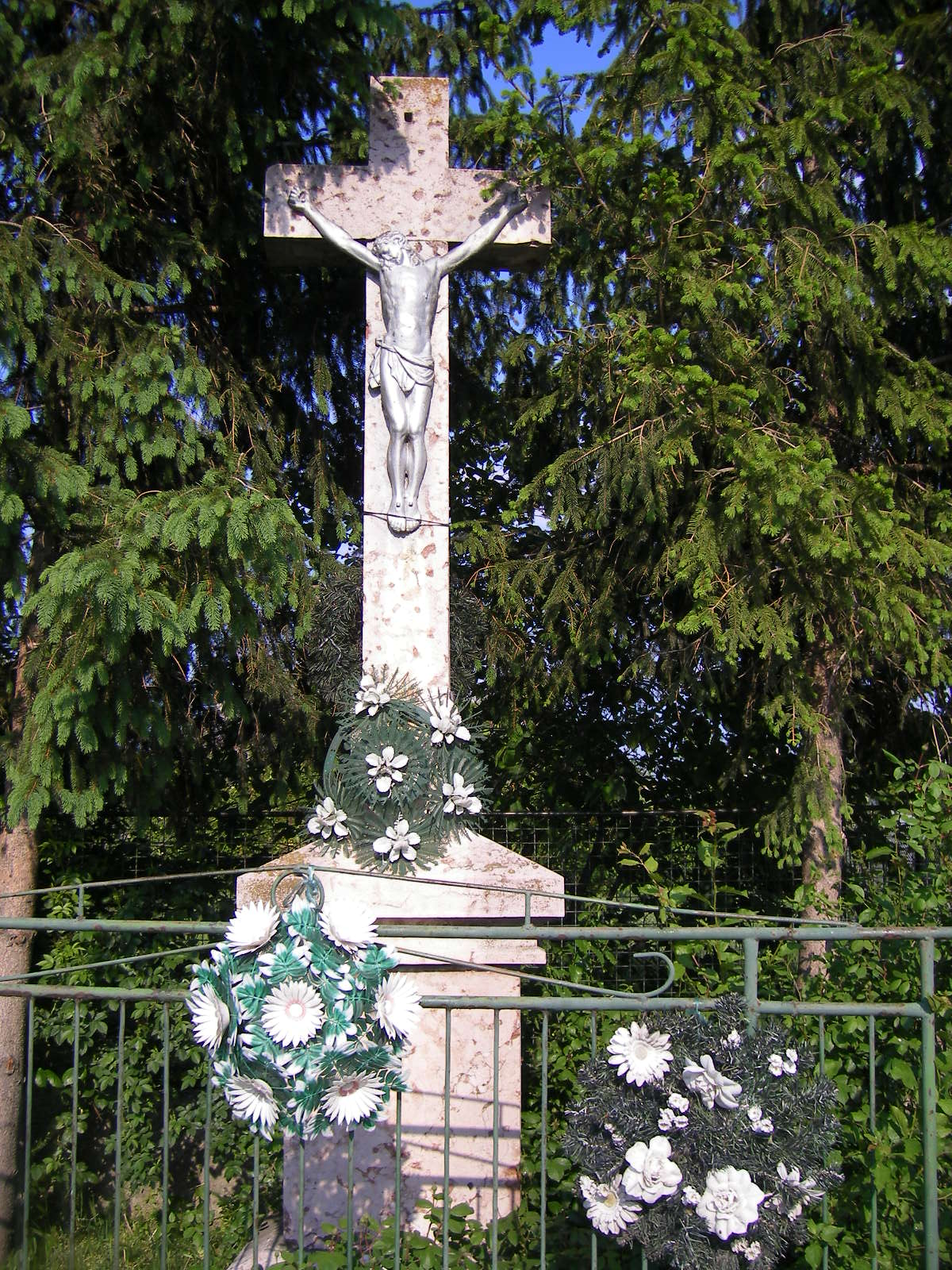
Kereszt az Újvári út elágazásánál
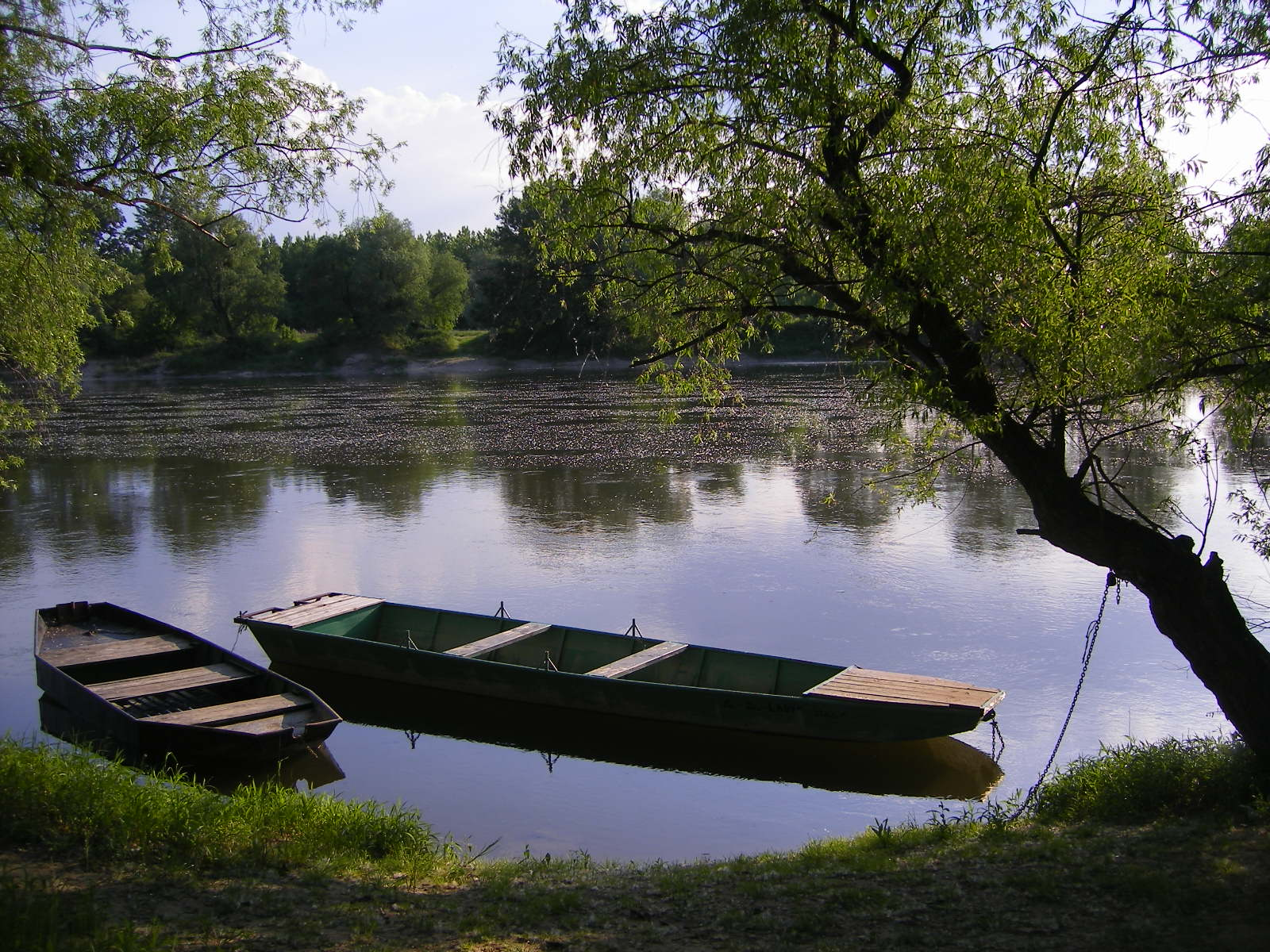
A szímői Vág-parton
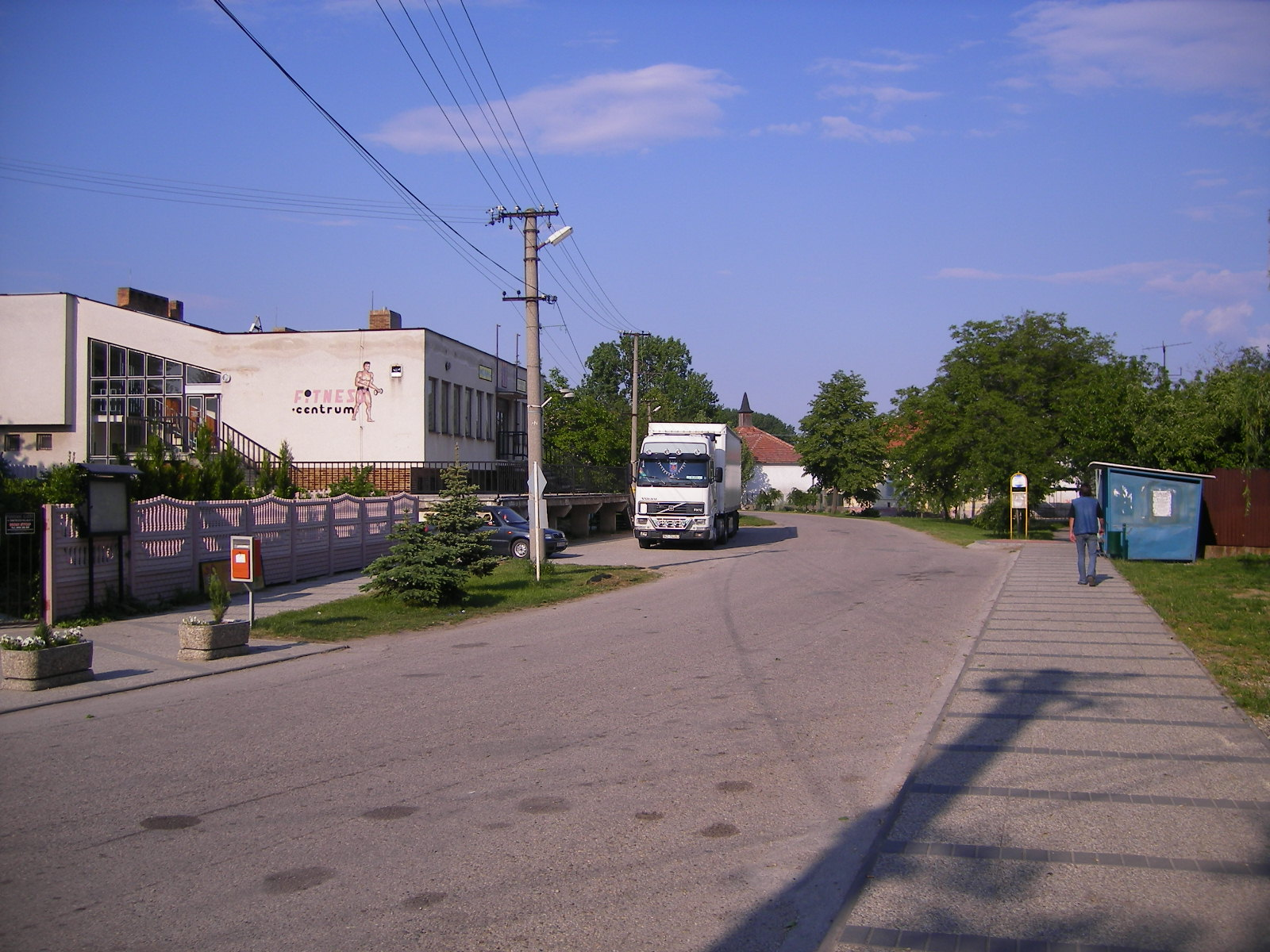
Szímői utcakép
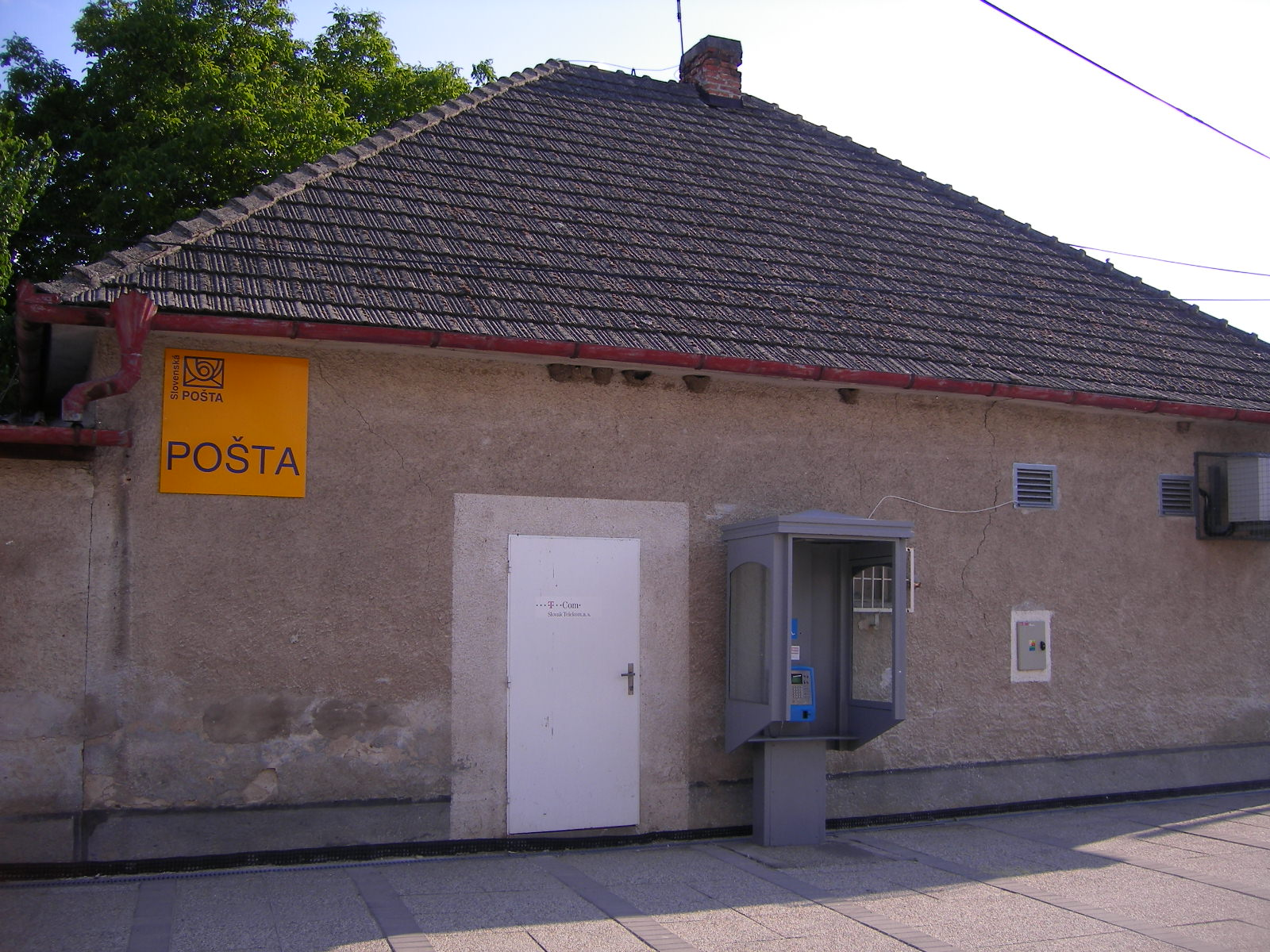
Posta
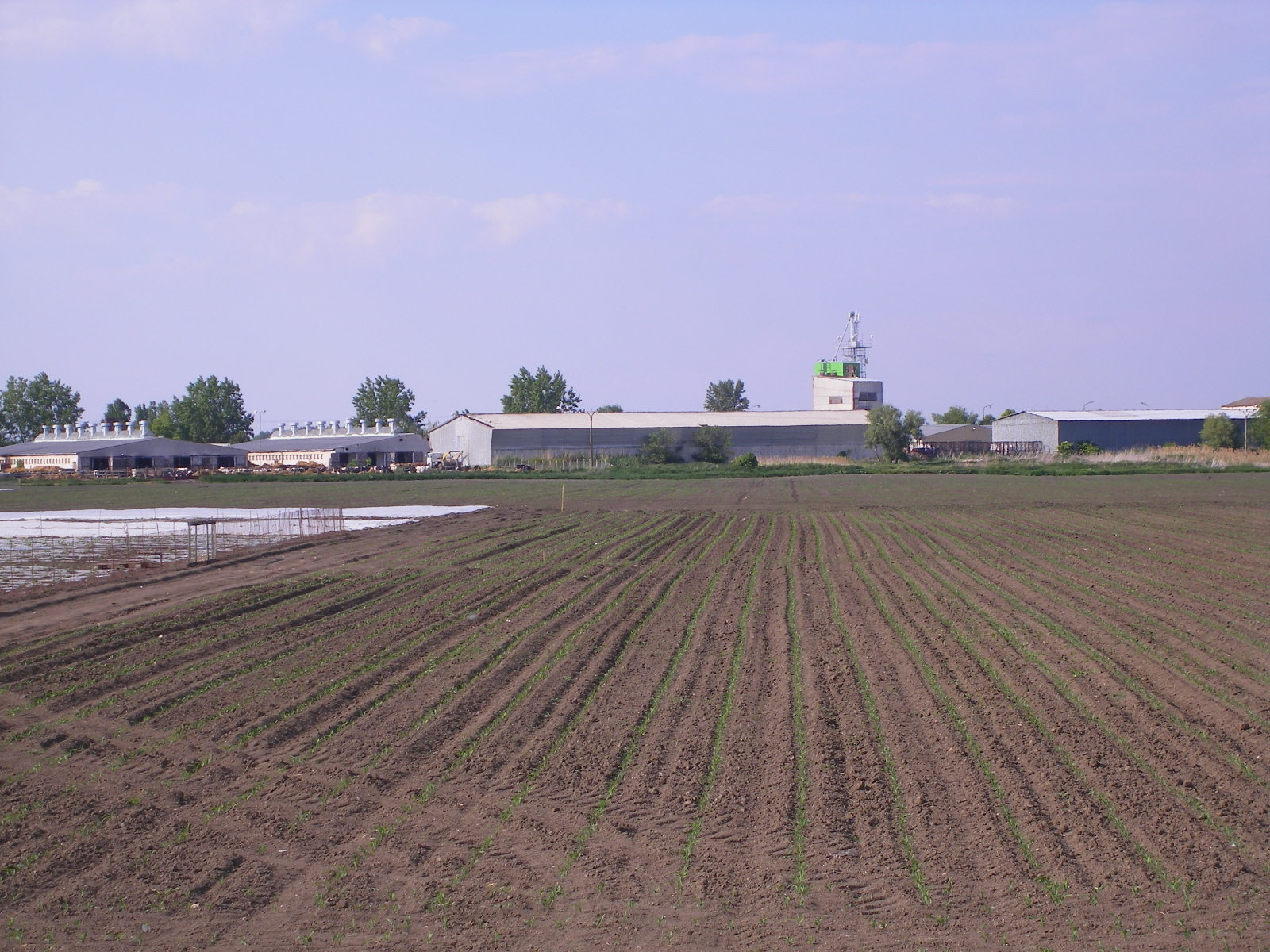
A szímői mezőgazdasági szövetkezet
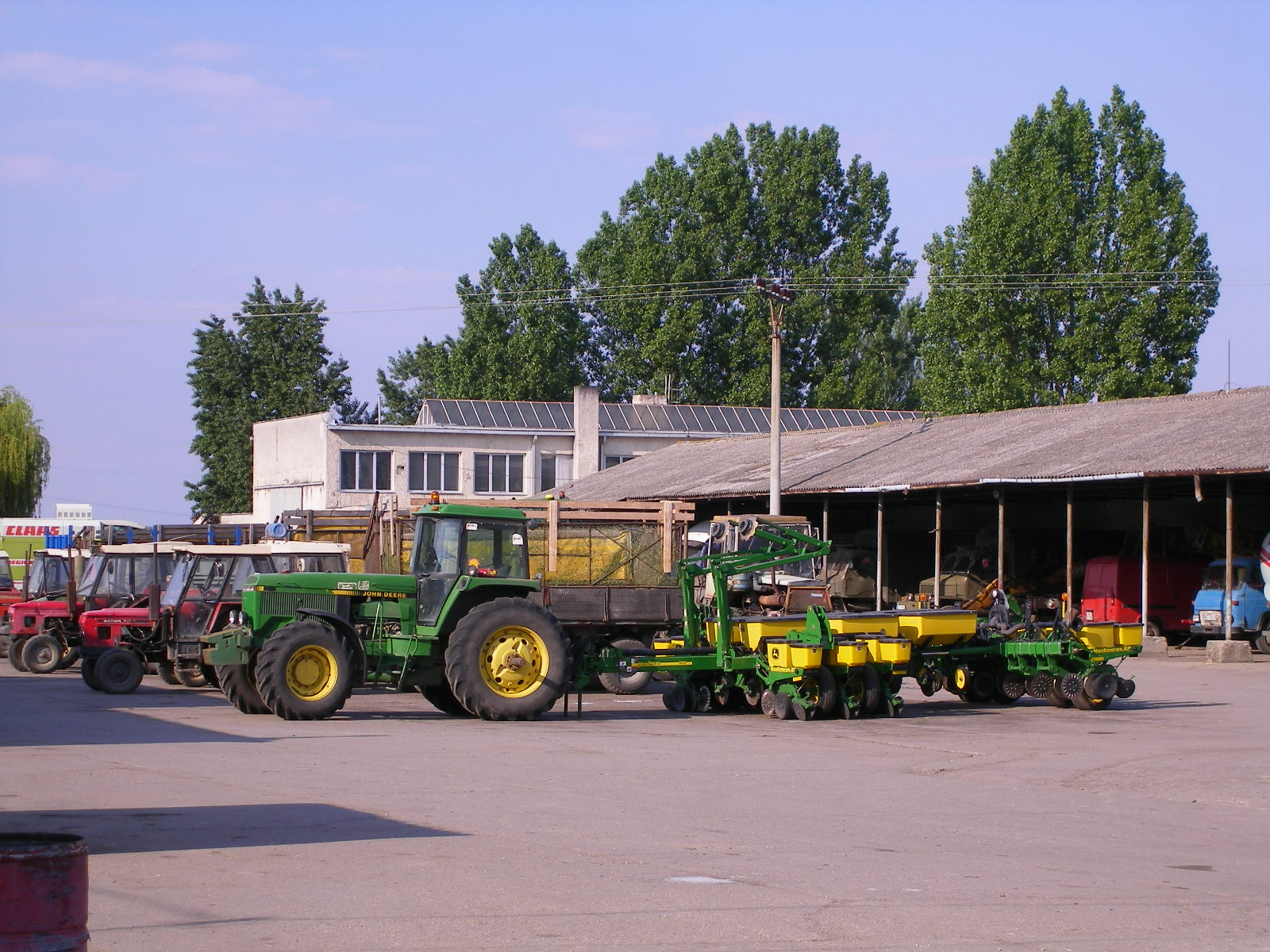
Mezőgazdasági gépállomás
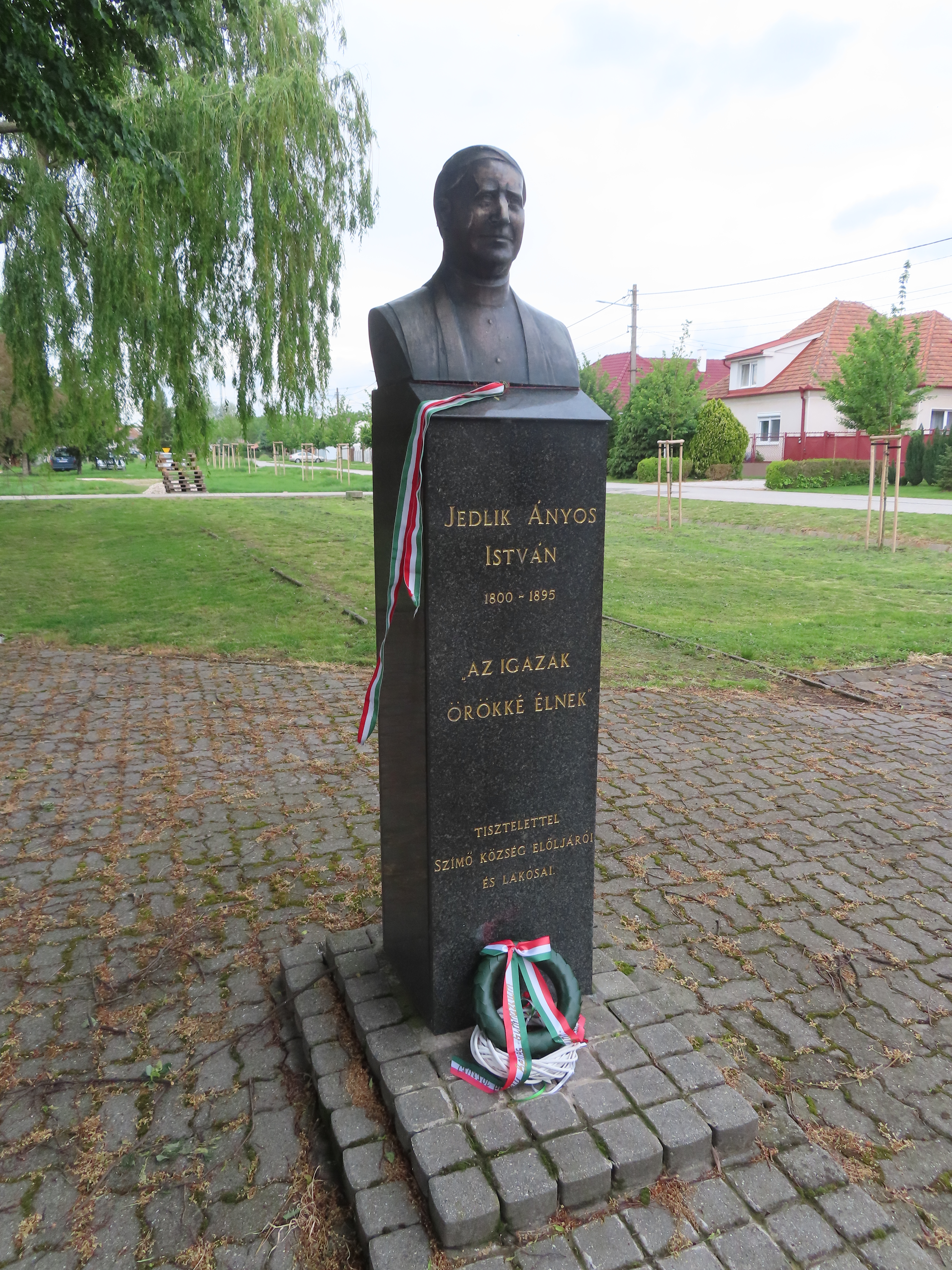
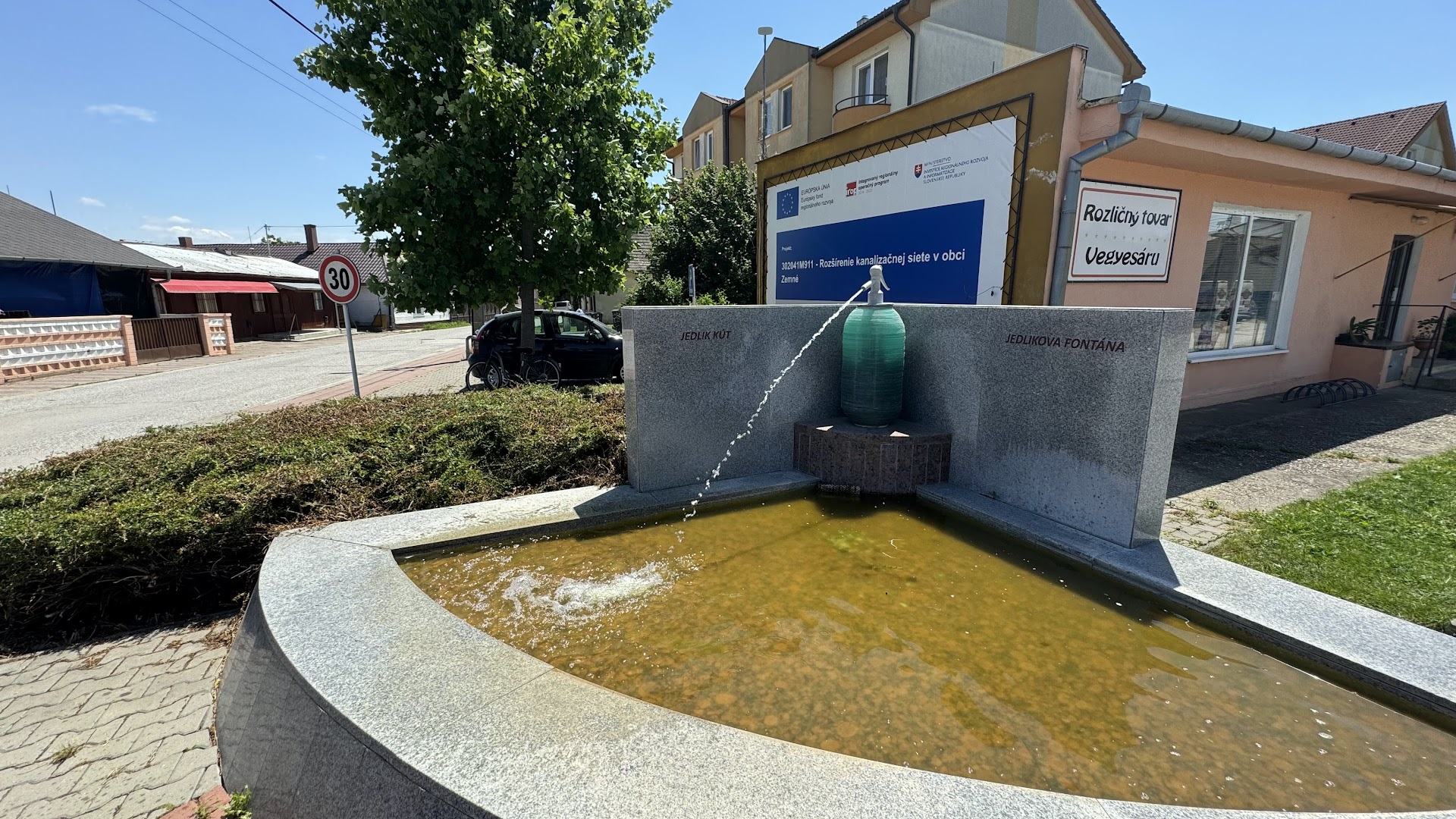
Jedlik kút a faluközpontban
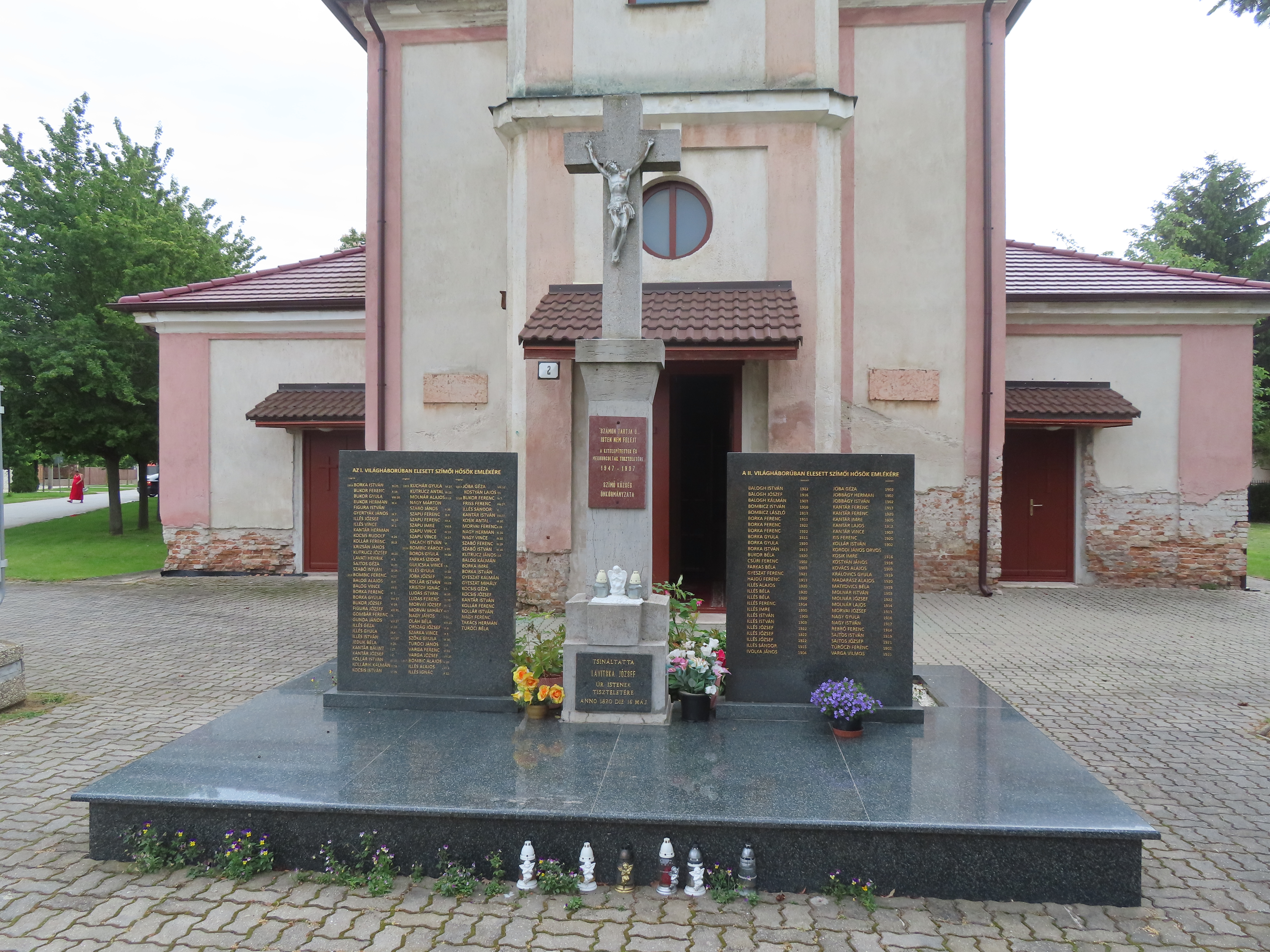
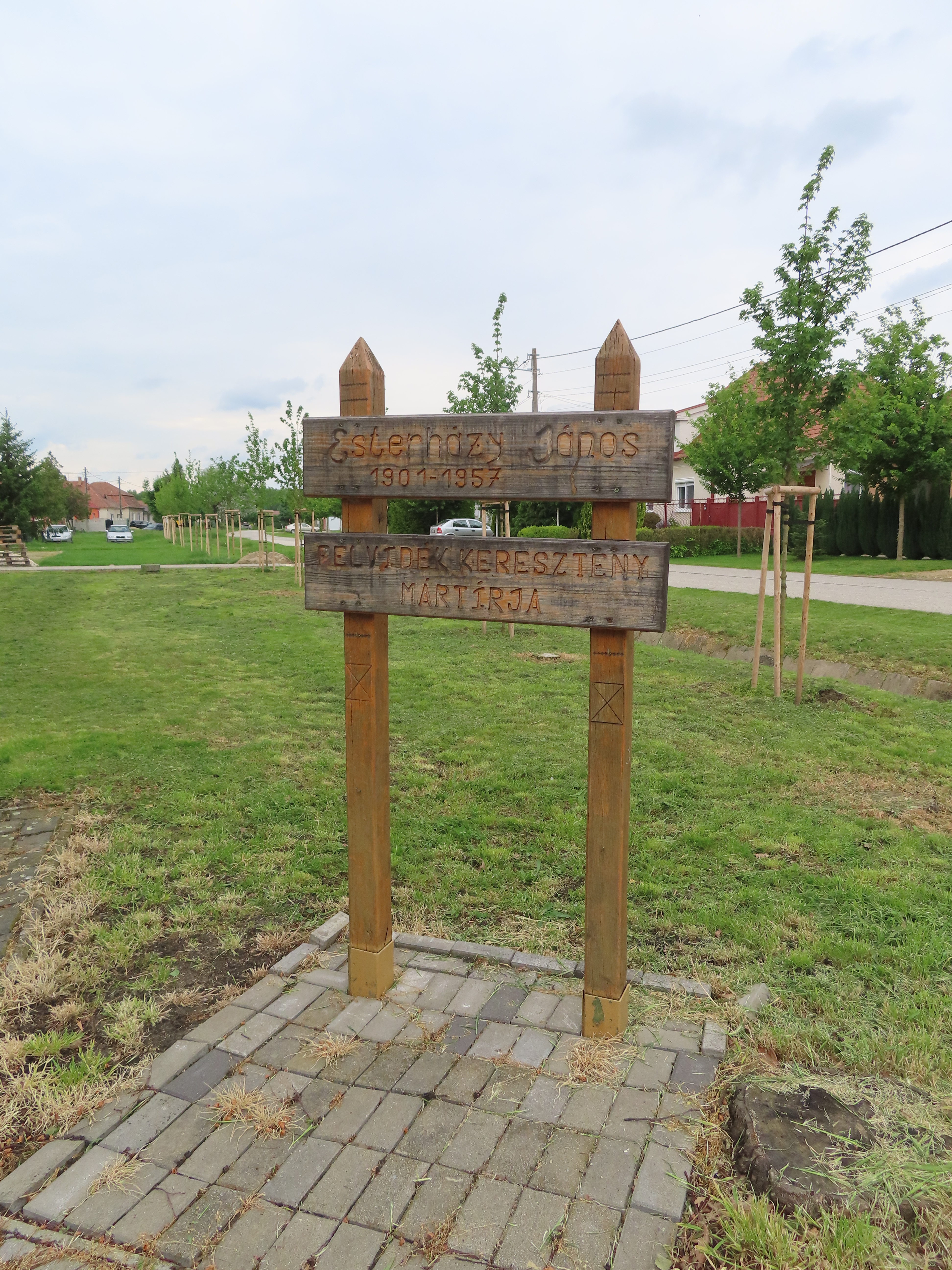

## Testvértelepülés
- Tab, Magyarország (1998 óta)
- Mosonszolnok, Magyarország